# Musée des tramways à vapeur et des chemins de fer secondaires français
Pour les articles homonymes, voir Musée des transports.
Le musée des tramways à vapeur et des chemins de fer secondaires français (MTVS) était initialement situé, sous le nom de Musée des Transports de la Vallée du Sausseron, à côté de la gare de Valmondois, à Butry-sur-Oise dans le Val-d'Oise, à 30 km au nord de Paris. Ce musée présentait une collection de véhicules ferroviaires des anciens chemins de fer départementaux, sauvegardés et remis en état par des bénévoles d'une association. De 1986 à 2017, il était possible de parcourir, certains jours, une petite ligne à voie métrique longue d'un kilomètre, dite « chemin de fer des impressionnistes », avec certains véhicules anciens en état de marche du musée, (les 1er et 3e dimanches de chaque mois du 1er mai à début octobre). Cependant, en novembre 2007, trois blocs de rocher décrochés de la colline située à proximité de la voie, sont tombé dessus. Le terminus de cette voie est donc devenu inaccessible du fait de l'éboulement. Les trains vapeur ne roulaient donc plus au-delà de la rue de Parmain, soit sur cinq cents mètres de ligne seulement de 2008 à 2017. En 2017, le reste de la voie est abandonnée et déposée en fin d'année, avec la fermeture du musée. Un nouveau site est créé dans l'Oise au départ de Crèvecœur-le-Grand. Un début d'exploitation a eu lieu sur 1,6 km en 2017.

## Histoire
Créée en 1976 sur le site de la gare de l'ancienne ligne de Valmondois à Marines (Val-d'Oise), exploitée par la Société générale des chemins de fer économiques, l'association du Musée des Transports de la Vallée du Sausseron a patiemment récupéré et rassemblé une importante collection de matériels des anciens Chemins de fer d'intérêt local. La collection est devenue la plus importante de France sur le thème des chemins de fer secondaires à voie métrique.
- 1989, une voie d'environ 1 km de longueur est posée sur la plate-forme de l'ancienne ligne de Valmondois à Marines, depuis l'embranchement du musée jusqu'au lieu-dit du « Bois-Thibault » où un évitement est installé afin de repositionner les locomotives en tête des trains[4].
- 1999, l'association change de nom et devient le Musée des Tramways à Vapeur et des chemins de fer Secondaires français.
- 2006, les samedi 7 et dimanche 8 octobre, l'association fête son trentième anniversaire.
- 2009, le projet de déplacement du musée et du train touristique sur la ligne de Chars à Magny-en-Vexin, dans le Vexin français, est abandonné au mois de mars[5].
- 2013, un projet de déplacement du musée et du train touristique à Crèvecœur-le-Grand est mis en place[6].
- 2015, inauguration des 500 premiers mètres de voie du projet de Crèvecœur-le-Grand.
- 2016, dépose de l'ancienne voie entre la rue de Parrain à Butry-sur-Oise et le terminus du bois Thibaut.
- 2017, mise en exploitation de 1,6 km de ligne sur le projet de Crèvecœur-le-Grand.
- 2017, un jumelage avec l'association belge ASVi est mis en place.
- 2017, fin de l'exploitation de la courte ligne de Butry-sur-Oise et démontage et dépose du reste de la ligne.
- 2018, le site est fermé, mais le musée ouvre sur demande de groupes ou d'associations et également lors des Journées européennes du patrimoine.
- 2019, prolongement de la ligne de Crèvecœur-le-Grand jusqu'à la station de Rotangy soit 3,5 km.
- 2020, élagage puis pose de la voie jusqu'à la limite de la communauté de communes (quelques centaines de mètres après le pont de Rotangy)[7]
- 2025, prolongation de la ligne (non exploitée pour l'instant) jusqu'à l'ancienne halte du village de Blicourt, soit un total de 6.4km.

Le musée est membre de la Fédération des amis des chemins de fer secondaires (FACS) et de l'Union des exploitants de chemins de fer touristiques et de musées (UNECTO).

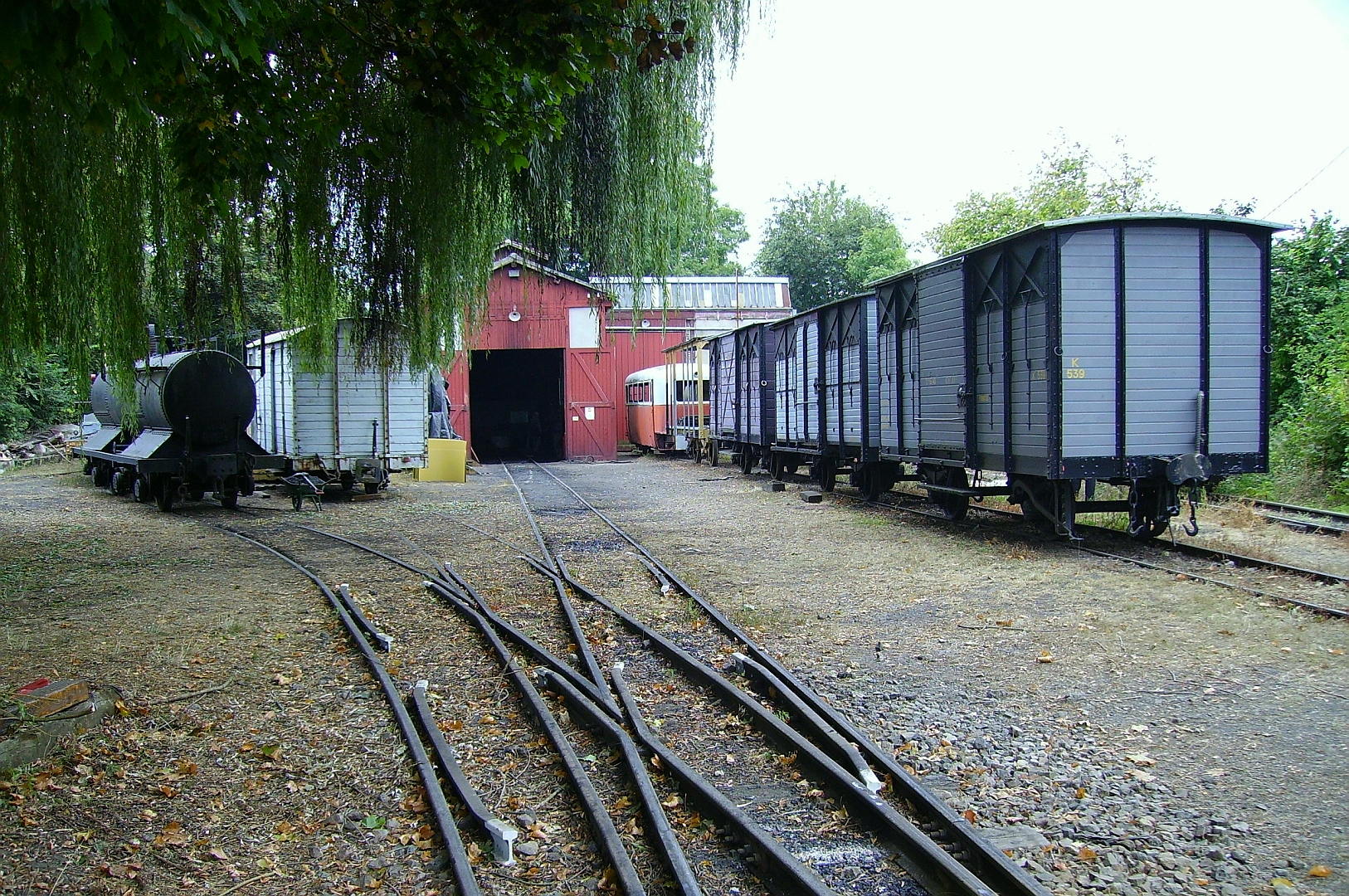
Le dépôt de Butry dont les bâtiments datent de l'époque des « chemins de fer économiques ».
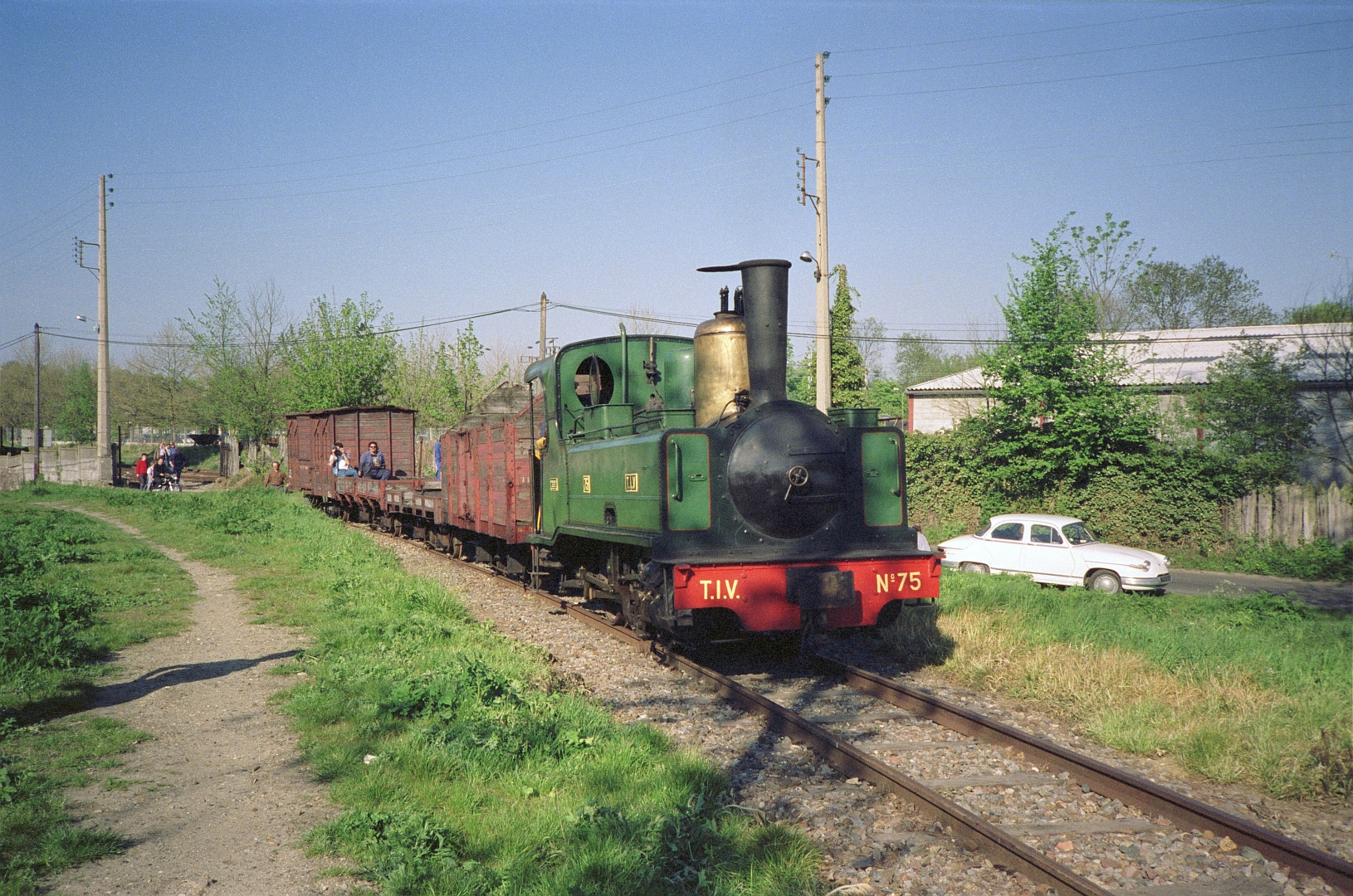
Un train sur l'ancienne ligne de Butry en 1990.

## Les collections
Trente-quatre véhicules de la collection sont classés comme « monument historique » et quatre sont inscrits à l'inventaire supplémentaire des monuments historiques.
Les listes suivantes ne sont pas exhaustives et devront être complétées ou actualisées au fil du temps (dernière actualisation en février 2024) :

### Locomotives à vapeur
| Numéro MTVS | Photo                                  | Nom               | Configuration | Constructeur et date     | Numéro d'usine | État actuel                                                  | Origine et informations techniques |
| ----------- | -------------------------------------- | ----------------- | ------------- | ------------------------ | -------------- | ------------------------------------------------------------ | --- |
| no 4        | 020-T-4-TMB                            | Pierre Jansen     | 020T          | SLM Winterthur, 1909     | 1891           | Hors service (exposition statique).                          | Ex-Tramway du Mont-Blanc. 5,81 m, 13,5 t (17 t en ordre de marche), vitesse limite en adhérence : 15 km/h, vitesse limite en crémaillère : 7 km/h, (180 cv). Chaudière inclinée à 10% de l’horizontale. Crémaillère type Strub. Timbre chaudière : 12 kg/cm². Capacité de la soute à charbon : 500 kg. Capacité de la soute à eau : 1 700 L (1,7 m3). Distribution : système Joy, intérieure aux longerons du châssis Inscrit MH (2008)                                                                  |
| no 2        | 020T « Vénus »                         | Vénus             | 020T          | Corpet-Louvet, 1898      | 710            | Hors service (restauration Interrompue).                     | Ex-entreprise Piketty, programme « Culture 2000 ». 5,05 m, 7,5 t (9,5 t en ordre de marche), vitesse maximum : 25 km/h (80 ch). Timbre chaudière : 15 kg/cm². Capacité de la soute à charbon : 000 kg. Capacité de la soute à eau : 690 L (0,69 m3). Distribution : Balancier « Brown » à tiroirs plans. Classé MH (1990) |
| no 26       | 020T no 26 Corpet-Louvet               | /                 | 020T          | Corpet-Louvet, 1927      | 1673           | Hors service (garée en attente d'une restauration complète). | Ex-entreprise Paul Frot. 6,30 m, 00,00 t (12,813 t en ordre de marche), vitesse maximum : 00 km/h. Timbre chaudière : 12,5 kg/cm². Capacité de la soute à charbon : 000 kg. Capacité de la soute à eau : 0 000 L (0,0 m3). Distribution : Walschaerts à tiroirs plans. |
| no 1        | 020T « Le Coucou »                     | Le Coucou         | 020T          | Cockerill, 1908          | 2691           | Hors service (exposition statique).                          | Locomotive à vapeur à chaudière verticale de type 3. Ex-Forges de Gueugnon. Mise à disposition par le musée AMTUIR à Chelles. 4 m, 12,6 t (14 t en ordre de marche), vitesse maximum : 00 km/h. Timbre chaudière : 10 kg/cm². Capacité de la soute à charbon : 000 kg. Capacité de la soute à eau : 0 000 L (0,0 m3). Distribution : Walschaerts à tiroirs plans. |
| no 16       | 030T ex-Tramways de la Sarthe no 16    | St Denis d'Orques | 030T          | Blanc-Misseron, 1882     | 19             | Hors service (garée en attente d'une restauration complète). | Ex-Tramways de la Sarthe. 5,40 m, 12,8 t (15,6 t en ordre de marche), vitesse maximum : 45 km/h (100 ch). Timbre chaudière : 12 kg/cm². Capacité de la soute à charbon : 150 kg. Capacité de la soute à eau : 1 500 L (1,5 m3). Distribution : Walschaerts à tiroirs plans. |
| no 60       | 030T ex-Tramways de la Sarthe no 60    | La Ferté-Bernard  | 030T          | Blanc-Misseron, 1898     | 213            | Opérationnelle                                               | Ex-Tramways de la Sarthe. 5,45 m, 12,8 t (15,6 t en ordre de marche), vitesse maximum : 45 km/h (100 ch). Timbre chaudière : 10 kg/cm². Capacité de la soute à charbon : 150 kg. Capacité de la soute à eau : 1 500 L (1,5 m3). Distribution : Walschaerts à tiroirs plans. Classé MH (1983) |
| no 75       | 030 T no 75 Corpet-Louvet              | TIV               | 030T          | Corpet-Louvet, 1909      | 1234           | Opérationnelle                                               | Ex-Tramways d'Ille-et-Vilaine (TIV). Confiée par la FACS. 6,76 m, 16 t (20,6 t en ordre de marche), vitesse maximum : 40 km/h (200 ch). Timbre chaudière : 12,5 kg/cm². Capacité de la soute à charbon : 0,5 t. Capacité de la soute à eau : 2 000 L (2,0 m3). Distribution : Walschaerts à tiroirs plans. Classé MH (1987) |
| no 36       | 030T no 36 Corpet-Louvet               | Lulu              | 030T          | Corpet-Louvet, 1925      | 1679           | Hors service (en attente d'une révision complète).           | Ex-Chemins de fer des Côtes-du-Nord. Restaurée en 1997. Chaudière à chute de timbre depuis mars 2018. 6,79 m, 21 t (26,8 t en ordre de marche), vitesse maximum : 50 km/h (409 ch). Timbre chaudière : 14 kg/cm². Capacité de la soute à charbon : 0,61 t. Capacité de la soute à eau : 3 500 L (3,5 m3). Distribution : Walschaerts à tiroirs plans. Classé MH (1990) |
| no 14       |                                        | La Mame           | 030T          | Corpet-Louvet, 1897      | 691            | Hors service (restauration interrompue).                     | Ex-Chemins de fer départementaux de la Drôme no 14. Arrivée à Crèvecœur-le-Grand le 26 septembre 2018. 6,75 m, 17,6 t (22 t en ordre de marche), vitesse maximum : 00 km/h. Timbre chaudière : 12.5 kg/cm². Capacité de la soute à charbon : 0,47 t. Capacité de la soute à eau : 2 025 L (2,0 m3). Distribution : Walschaerts à tiroirs plans. |
| n° 13       | 130T 3 SACM                            | /                 | 130T          | SACM, 1924               | 7381           | Hors service (exposition statique).                          | Ex-ligne de Berck-Plage à Paris-Plage n°3, · ex-VFIL Pas-de-Calais, ex-VFIL Oise, · numérotée 13 par les VFIL. 8,30 m, 22 t (27,85 t en ordre de marche), vitesse maximum : 00 km/h (380 cv). Timbre chaudière : 12 kg/cm². Capacité de la soute à charbon : 1 t. Capacité de la soute à eau : 2 850 L (2,85 m3). Distribution : Walschaerts à tiroirs plans. Classé MH (2002) |
| E96         | 130T ex-Chemins de fer portugais E 96. | /                 | 130T          | Orenstein & Koppel, 1913 | 5755           | Hors service (en cours de restauration complète).            | Construite pour Decauville. Ex-CF Val du Vouga no 6, Portugal, ex-CP E 96. Identique aux 130T Decauville des Chemins de fer du Centre - France). Chaudière réparée avec un foyer neuf par une entreprise anglaise située à Matlock. 8,72 m, 23 t (30 t en ordre de marche), vitesse maximum : 70 km/h (450 ch). Timbre chaudière : 12,5 kg/cm². Capacité de la soute à charbon : 1 t. Capacité de la soute à eau : 3 400 L (3,4 m3). Distribution : Walschaerts à tiroirs cylindriques. Classé MH (2002) |
| no 12       | 031T Schneider, no 12 des CDCO         | /                 | 031T          | Schneider, 1891          | 2467           | Hors service (épave stockée à Crèvecœur-le-Grand).           | Ex-Chemins de fer départementaux de la Côte-d'Or. Récupérée chez le ferrailleur Vaillant à Saint-Valery-sur-Somme. 6,97 m, 20 t (25 t en ordre de marche), vitesse maximum : 00 km/h. Timbre chaudière : 12 kg/cm². Capacité de la soute à charbon : 0,65 t. Capacité de la soute à eau : 2 170 L (2,17 m3). Distribution : Stephenson à tiroirs plans. |

Illustrations diverses
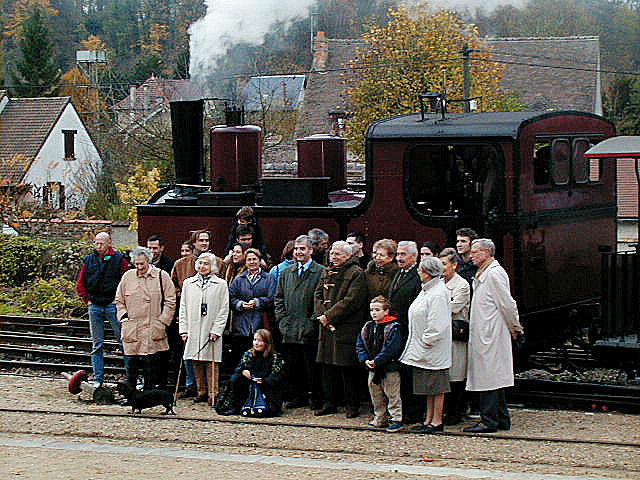
Descendants Corpet et Louvet devant Lulu au MTVS (2000).
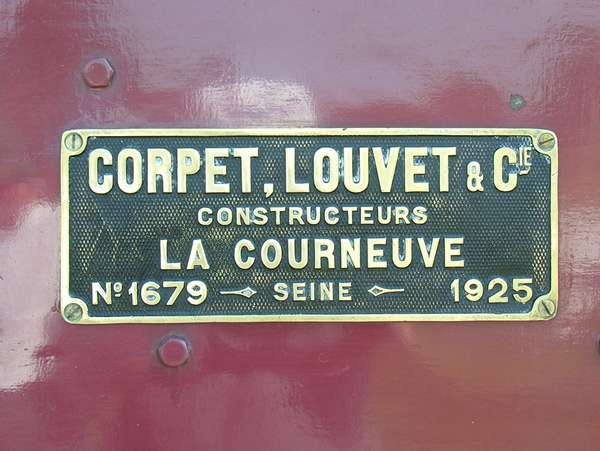
Plaque constructeur Corpet-Louvet no 36 Lulu.
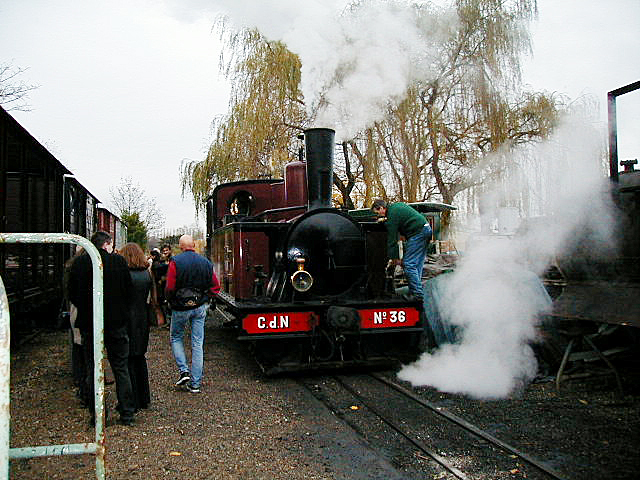
Descendants Lucien Corpet et Lulu au MTVS (2000).
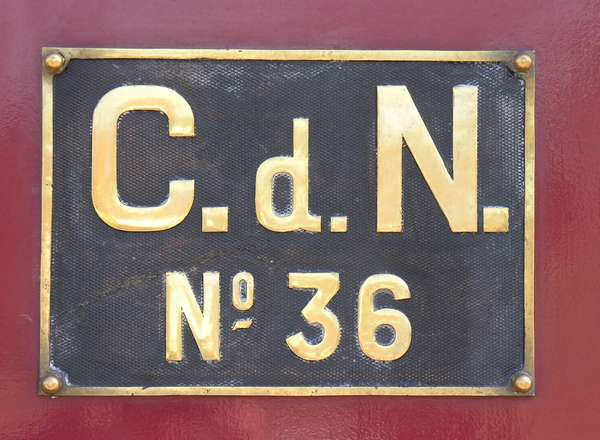
Plaque de la locomotive Corpet-Louvet no 36 Lulu.
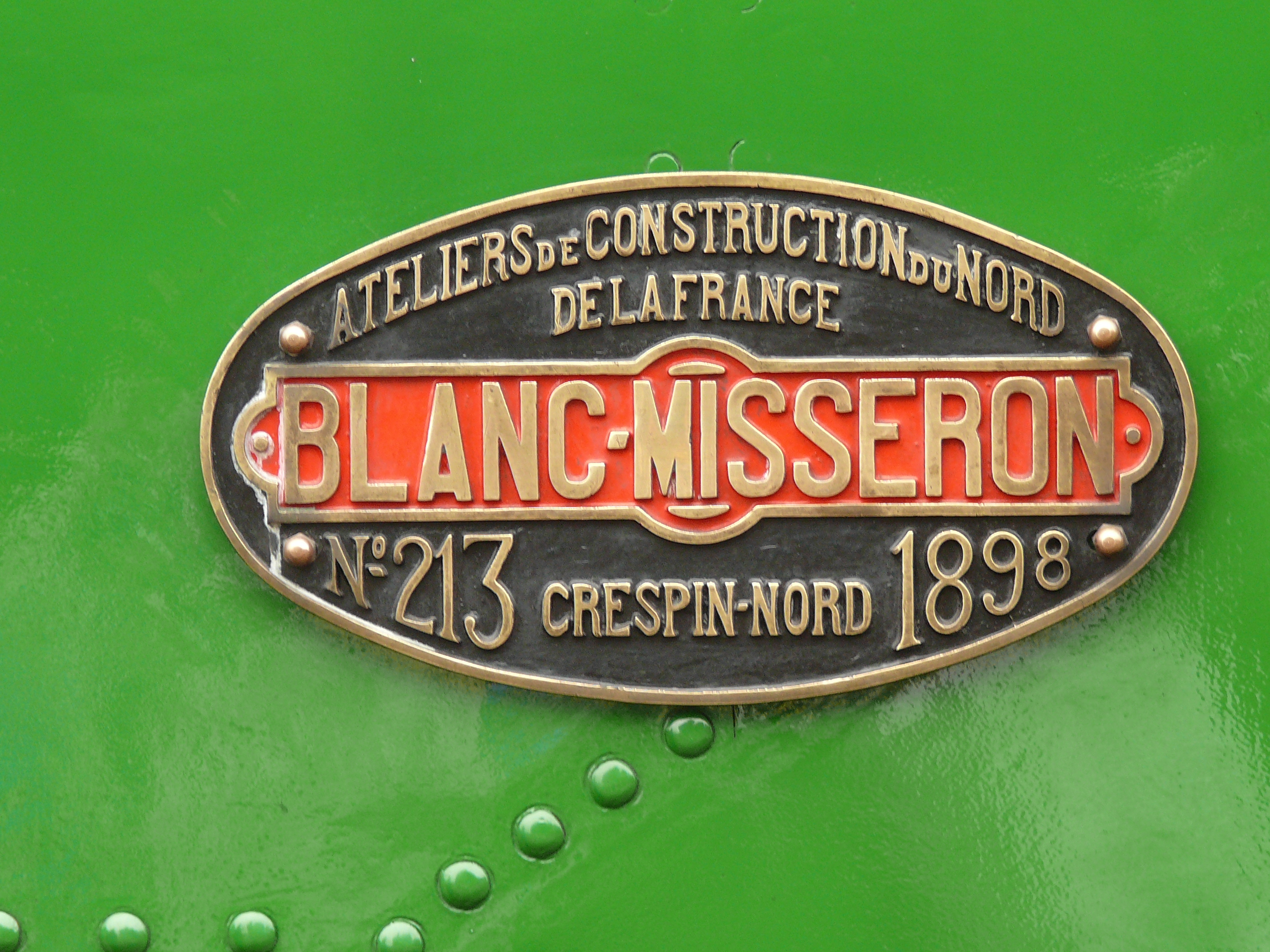
Plaque de la locomotive bicabine Blanc-Misseron no 60 ex-Tramways de la Sarthe.
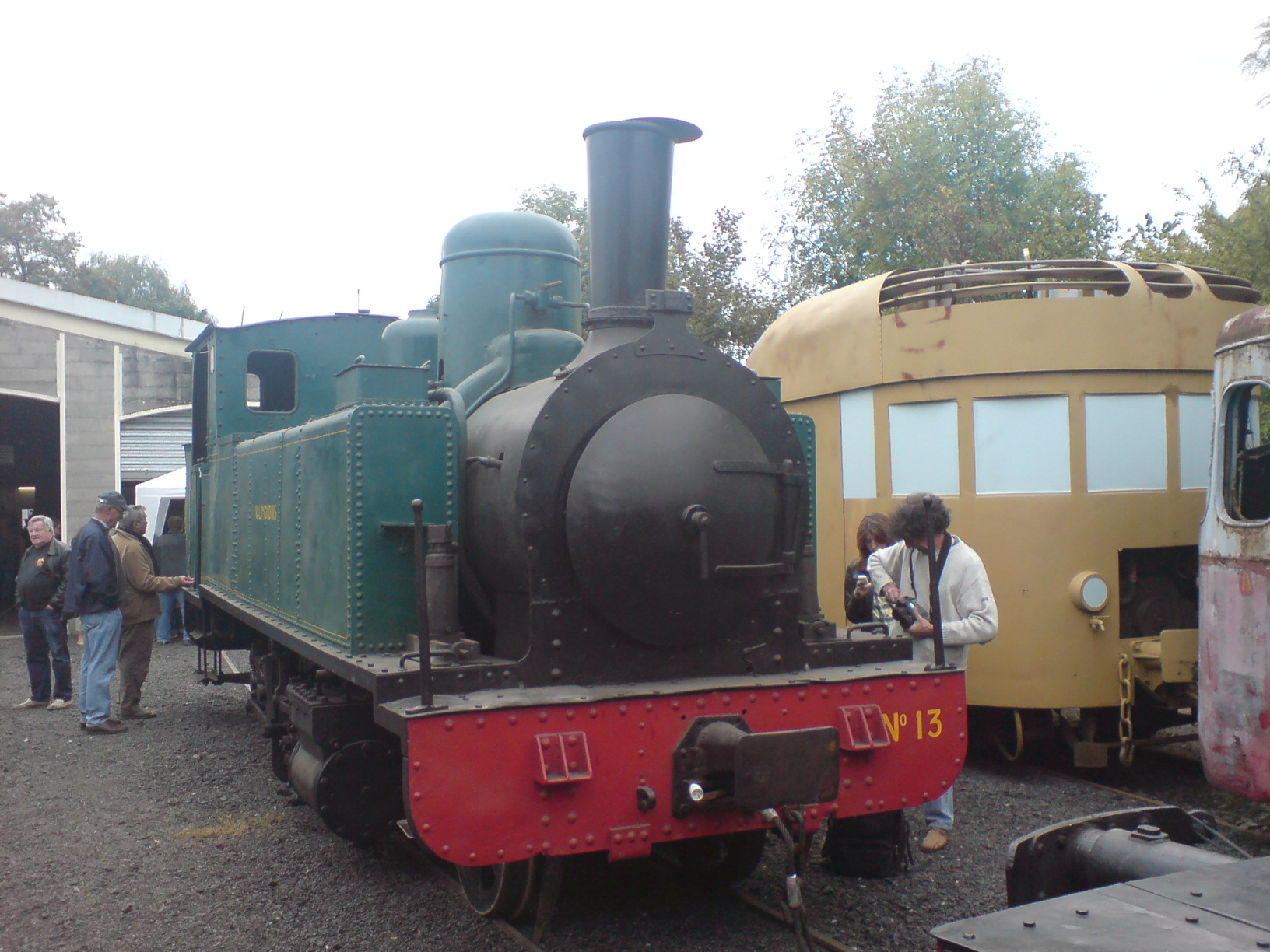
SACM 130T no 13.
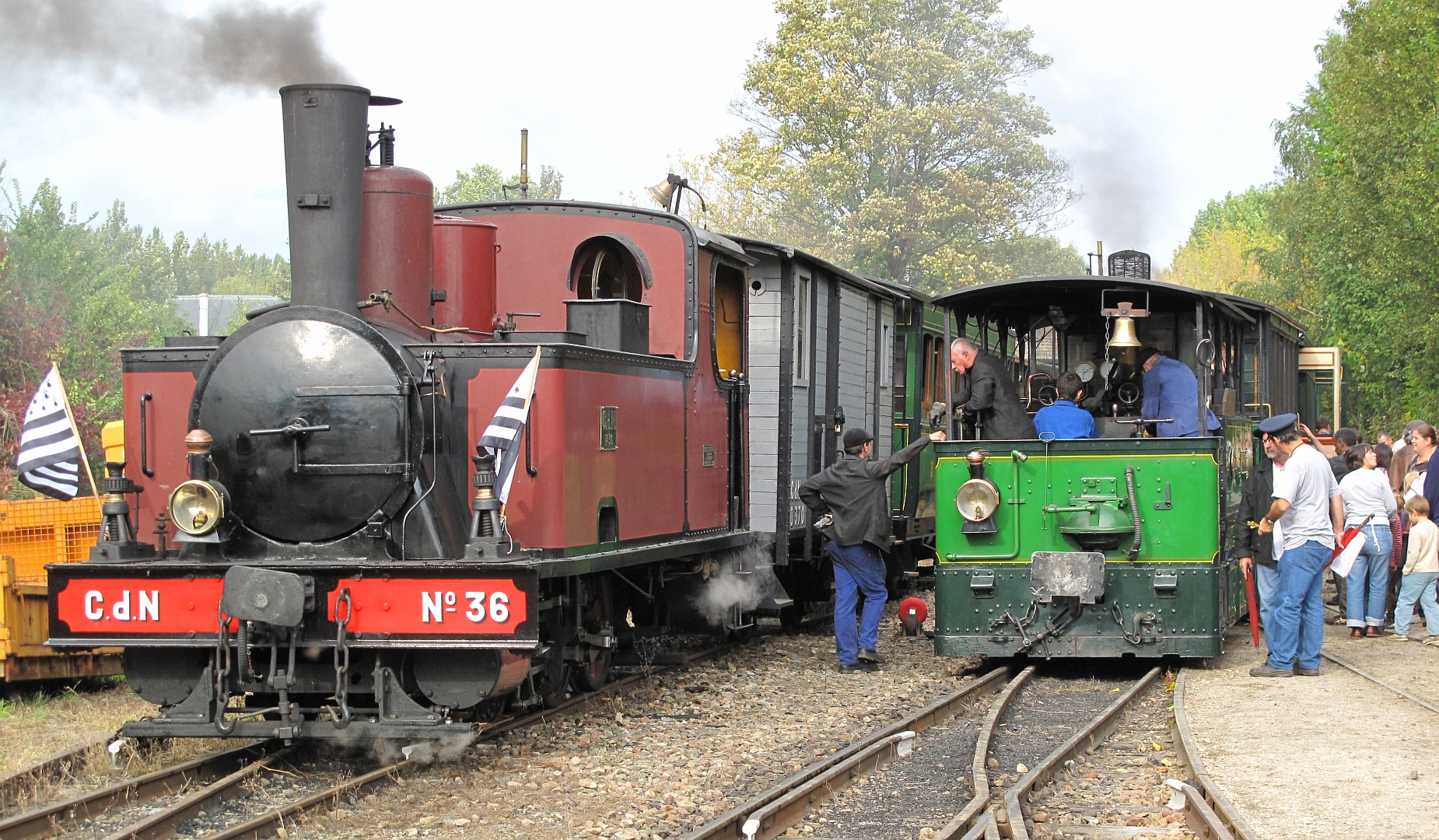
Deux trains stationnent à Butry le 3 octobre 2010.
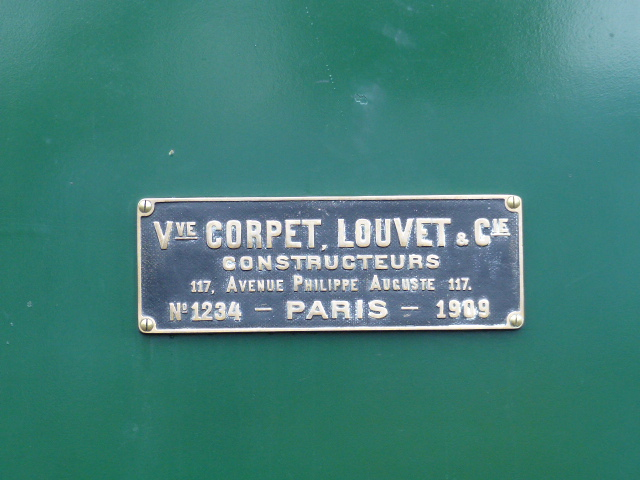
Plaque de constructeur de la 030T 75 ex-TIV.

### Matériel électrique ou à moteur à combustion interne
| Numéro MTVS | Constructeur                        | Année | Photo                              | Statut                          | Notes |
| ----------- | ----------------------------------- | ----- | ---------------------------------- | ------------------------------- | --- |
| No 102      | CFD (Chemins de fer départementaux) | 1948  | Locotracteur CFD 102               | En attente de restauration      | Type C - Chemins de fer du Doubs. Construit sur le châssis de la locomotive 030 Corpet-Louvet n°13 (946/1903).                                                                     |
| No 103      | CFD (Chemins de fer départementaux) | 1948  | Locotracteur diesel CFD 103        | En service à Crèvecœur-le-Grand | Type C - Chemins de fer du Doubs. Construit sur le châssis de la locomotive 130 Corpet-Louvet no 3 (1276/10).                                                                      |
| No LT1      | Brissonneau et Lotz                 | 1937  | Locotrateur Diesel LT1             | En service                      | Tramways des Deux-Sèvres (TDS). · Construit avec des éléments de la locomotive · 030 Blanc-Misseron no 16 (165/1896). · Classé MH (2003).                                          |
| No TE 400   | Decauville                          | 1960  | Plateau-tracteur Decauville TE.400 | En service à Crèvecœur-le-Grand | Plateau-tracteur Decauville TE.400, arrivé le 23 avril 2014. À voie normale, il a été adapté pour la voie métrique. Provenant du musée du carreau Wendel à Petite-Rosselle.        |
| No 97       | Orenstein & Koppel                  | 1959  | Locotrateur Diesel Koppel MV9      | En service                      | Locotracteur Diesel-hydraulique Koppel type MV9, arrivé le 14 août 2020 à Crevecoeur-le-Grand transféré à Butry-sur-Oise le 02 novembre 2022. Acquis auprès du Appenzeller Bahnen. |
| No 71       | Arnold Jung (de)                    | 1966  | Locotrateur Diesel Jung FO Gm 4/4  | En service à Crèvecœur-le-Grand | Locotracteur articulé FO Gm 4/4 (de) composé de deux châssis accouplés type Crocodile, arrivé le 14 octobre 2021. Offert par Dampfbahn Furka-Bergstrecke.                          |

| Numéro MTVS | Constructeur                             | Année | Photo                   | Statut                                   | Notes |
| ----------- | ---------------------------------------- | ----- | ----------------------- | ---------------------------------------- | --- |
| No 2        | La Buire à Lyon                          | 1896  | Automotrice PCL 2       | Restauration en cours                    | Automotrice à bogies, tension de 550 volts. Compagnie des chemins de fer électriques de Pierrefitte-Cauterets-Luz (PCL). Mise à disposition du musée, par l'AMTUIR à Chelles. |
|             | "La Carrosserie Industrielle" à Bordeaux |       | Locotracteur « Lancey » | En service                               | Locotracteur Type B, tension de 550 volts. Ex-Papeteries de Lancey (Isère).                                                                                                   |
| No 10       | Établissements Carde                     | ?     |                         | Caisse uniquement                        | Motrice des tramways de Fontainebleau. Reprise à l'AMTUIR à Chelles. |
| No 78       | TN BBC                                   | 1928  |                         | En bon état. En attente de présentation. | Motrice des tramways de Neuchâtel (Suisse). Reprise à l'AMTUIR à Chelles. |

| Numéro MTVS | Constructeur                | Année | Photo                    | Statut                                        | Notes |
| ----------- | --------------------------- | ----- | ------------------------ | --------------------------------------------- | --- |
| No 202      | De Dion-Bouton              | 1935  | X 202 De Dion-Bouton     | en attente de restauration                    | Type ND, (120/1935) des CFD. Réseau du Vivarais-Lozère, affecté à Florac.                                                                    |
| No 37       | Hanover Wagon Fabrik (Hawa) |       |                          | en attente de restauration                    | Autorail du CF des Ardennes. |
|             | Draisine Billard            | 1930  |                          | En service                                    | Type 4-4-15. Initialement en voie normale, mise en voie métrique par le MTVS.                                                                |
| No 201      | Renault                     | 1949  | X 201                    | En cours de restauration à Crèvecœur-le-Grand | Type ABH-8, (1949) des Chemins de fer de la Corse. Confié par la FACS.                                                                       |
| No 11       | De Dion-Bouton              | 1932  | De Dion Bouton JM4 no 11 | En service                                    | Type JM4 de 1932, des Chemins de fer des Côtes-du-Nord. Mis à disposition du musée, par convention avec l'AMTUIR à Chelles.                  |
| No 315      | Billard                     | 1938  | Billard no 315           | En cours de restauration à Crèvecœur-le-Grand | Type A 80 D, ex-CFD Charentes puis CFD Vivarais. Précédemment sur les Voies ferrées du Velay. Mis à disposition par convention avec le SIVU. |

### Matériel remorqué

#### Remorques et voitures voyageurs
- 2 remorques d'autorail 

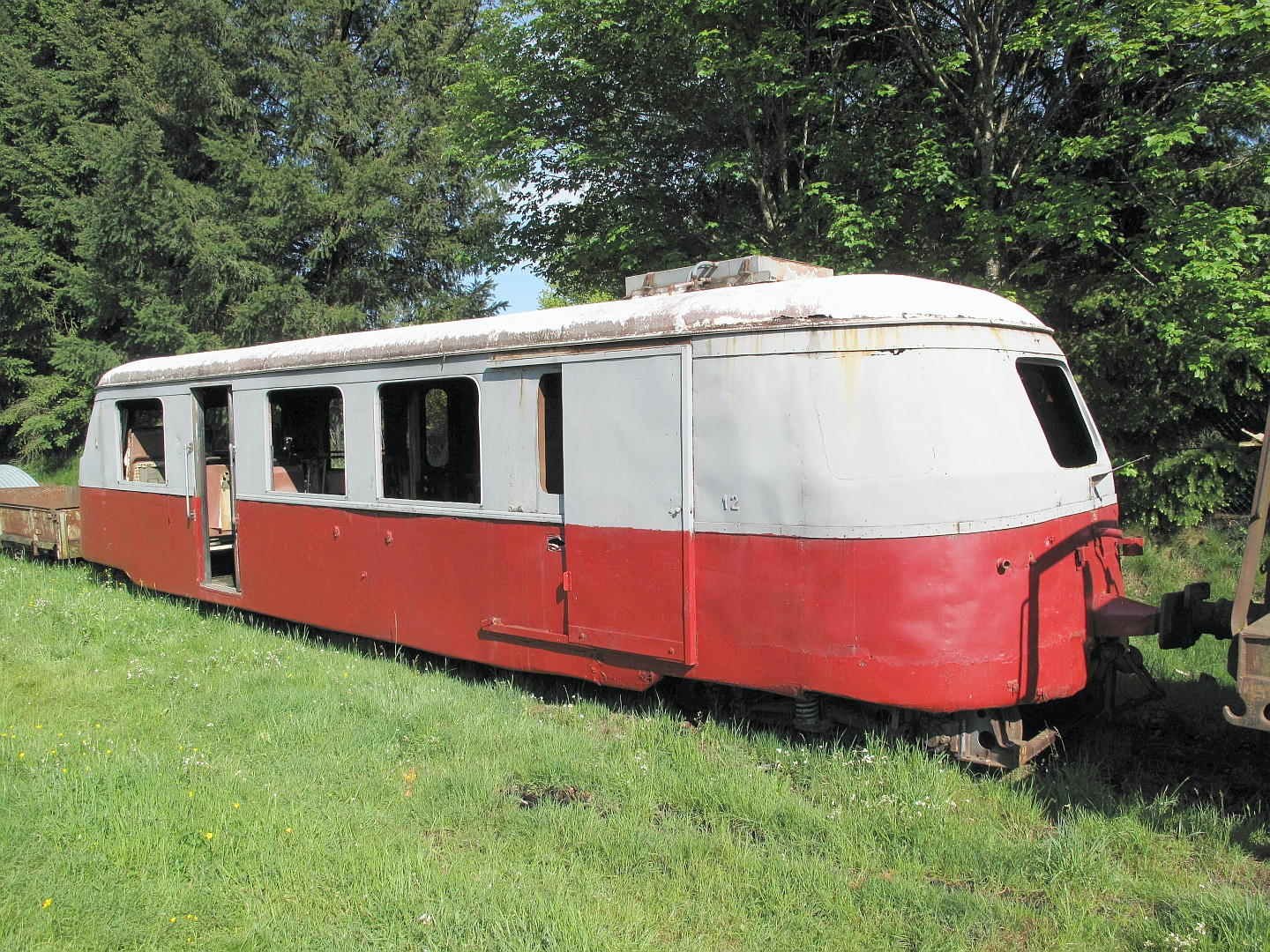
La remorque R 212 garée à Raucoules-Brossette en 2011.

  - Billard XR-242 des Chemins de fer de la Corse[20], issu de la transformation en 1970 de l'autorail Billard type A 80D no 32 des CFD Charentes de 1937, muté en 1950 aux CFD Yonne, puis plus tard X-242 à la SNCF (Blanc-Argent en 1952 puis POC en 1967). En attente de restauration à Crèvecœur-le-Grand.
  - Billard R-212 (ex. no 7 Corse), commandée le 2 septembre 1936, elle est livrée le 15 septembre 1938 sur le réseau CFD de Corse. Le 15 avril 2004, elle est récupérée par le réseau du Velay Express pour ensuite se retrouver le 1er avril 2019 au MTVS à Crèvecœur-le-Grand.
- 31 voitures voyageurs (12 sont restaurées) dont :
  - Véhicules à essieux
    - Voiture Ateliers métallurgiques de Nivelle - Belgique N° Bf10, (1883) des  CFVE, (Chemin de fer à voie étroite), Tramways de Saint-Étienne à Rives-de-Giers, en service, classée monument historique. Classé MH
    - Voiture Ateliers métallurgiques de Nivelle - Belgique N° Df11[21] (1883) des  CFVE, (Chemin de fer à voie étroite), Tramway de Saint-Étienne à Rives-de-Giers, en service,  Classé MH (1996)[22].
    - Voiture ANF N° B328 (1892) des Chemins de fer de la Banlieue de Reims (CBR) Groupe Empain, en service à Crèvecœur-le-Grand,  Classé MH (1996)[23],[24],[25].
    - Voiture Horme-et-Buire N° ABf7 (1895) des  Tramways des Deux-Sèvres, en service à Crèvecœur-le-Grand,  Classé MH (2002)[26].
    - Voiture Carel Fouché au Mans N° B 36,(1896)[27] des Tramways de la Sarthe (TS), en service à Crèvecœur-le-Grand,  Classé MH (1993)[28].
    - Voiture Carel Fouché au Mans N° B 56 (1896)[27] des Tramways de la Sarthe (TS), en service,  Classé MH (1993)[29].
    - Voiture Carel Fouché au Mans N° B 34, (1897) des  Tramways d'Ille-et-Vilaine (TIV), en service,  Classé MH (1994)[30].
    - Voiture Carel Fouché au Mans N° B 37, (1897) des  Tramways d'Ille-et-Vilaine (TIV), en service à Crèvecœur-le-Grand,  Classé MH (1983)[31].
    - Voiture Carel Fouché au Mans N° B 73, (1897) des  Tramways d'Ille-et-Vilaine (TIV), en attente de réparation, présentation statique,  Classé MH (1993)[32].
    - Voiture Carel Fouché au Mans N° AB1 à 11 (1897) des chemins de fer Économiques du Sud-Est (ESE), Ain,  Inscrit MH
    - Voiture Dyle et Bacalan N° B39 (1897)  du  Tramway de Bordeaux à Cadillac, en service à Crèvecœur-le-Grand, caisse montée sur châssis voiture AB81 du Chemin de fer du Blanc-Argent (BA),  Classé MH (1994)[33].
    - Voiture ANF no 34 (2e classe) (1898) des Chemins de fer vicinaux du Jura (CFV), Groupe Empain, restauration interrompue,  Classé MH (1994)[34].
    - Voiture Baume & Marpent (?) N°B29 (1906) des Chemins de fer des Ardennes (CA)[35], restauration en cours.
    - Voiture ouverte SCMT no 11 des tramways de Fontainebleau (ex-Tramway de Melun), reprise à l'AMTUIR, restauration en cours.
    - Demi-caisse (Carel ainé, Fouché et Cie[36]) N°B1 (1907) 2e classe à plate-forme centrale des Tramways du Quercy, Lot
    - Voiture (Carel ainé, Fouché et Cie[36]) N°B2[37] (1907) 2e classe à plate-forme centrale des Tramways du Quercy, Lot, en service à Crèvecœur-le-Grand,  Classé MH (2004)[38].
    - Voiture (constructeur inconnu) N°B29 (1900) des chemins de fer de Saône-et-Loire, caisse démontée.
    - Voiture-salon (constructeur et date de construction inconnus) de l'entreprise chocolatière Menier à Noisiel[39], restauration en cours,  Classé MH (2013)[40].
    - Voiture-fourgon (constructeur et date de construction inconnus) de l'entreprise chocolatière Menier à Noisiel[41], caisse démontée.
    - Voiture N° B22 (1891) 2e classe à plate-forme centrale ouverte en été, fermée en hiver des Chemins de fer départementaux de la Côte-d'Or[42], caisse démontée à Crèvecœur-le-Grand.
    - Voiture C 52, châssis Buffaud & Robatel et caisse C.Vaquier, construite en 1921 pour les Tramways de la Corrèze. Prêt de l'AMTUIR.
    - Voiture B44 des Chemins de fer économiques des Charentes (CFEC), arrivée à Crevecœur-le-Grand le 8 novembre 2018, caisse dépourvue de son châssis.
    - Voiture B9 des Chemins de fer économiques des Charentes (CFEC), arrivée à Crevecœur-le-Grand le 7 février 2019, caisse dépourvue de son châssis.
    - Voiture B56 des Chemins de fer économiques des Charentes (CFEC), arrivée à Crevecœur-le-Grand le 7 février 2019, caisse dépourvue de son châssis.

  - Véhicules à bogies
    - Voiture De Dietrich Cf101 (1891) du Réseau breton, caisse démontée.
    - Voiture ANF N° ABf117 (1900) de la Société générale des chemins de fer économiques, (SE) Réseau de Seine-et-Marne, Véhicule complet mais démonté.
    - Voiture  ANF N° B5v (1901) des Chemins de fer vicinaux de la Haute-Saône, restauration en cours,  Classé MH (1994)[43].
    - Voiture ANF no 56 (2e classe) (1907) des Chemins de fer vicinaux du Jura (CFV), Groupe Empain.
    - Voiture Decauville N° Bf256 (1907) de la Société générale des chemins de fer économiques, (SE) département du Nord réseau Sud puis Ligne de Valmondois à Marines, démontée.
    - Voiture (constructeur inconnu) N°BB7 (1913) des Voies ferrées économiques du Poitou (VFEP) , Vienne, en service à Crèvecœur-le-Grand,  Classé MH (2013)[44].
    - Voiture Carel et Fouché au Mans N° B153 (date de construction inconnue) des Chemins de fer des Côtes-du-Nord, démontée.

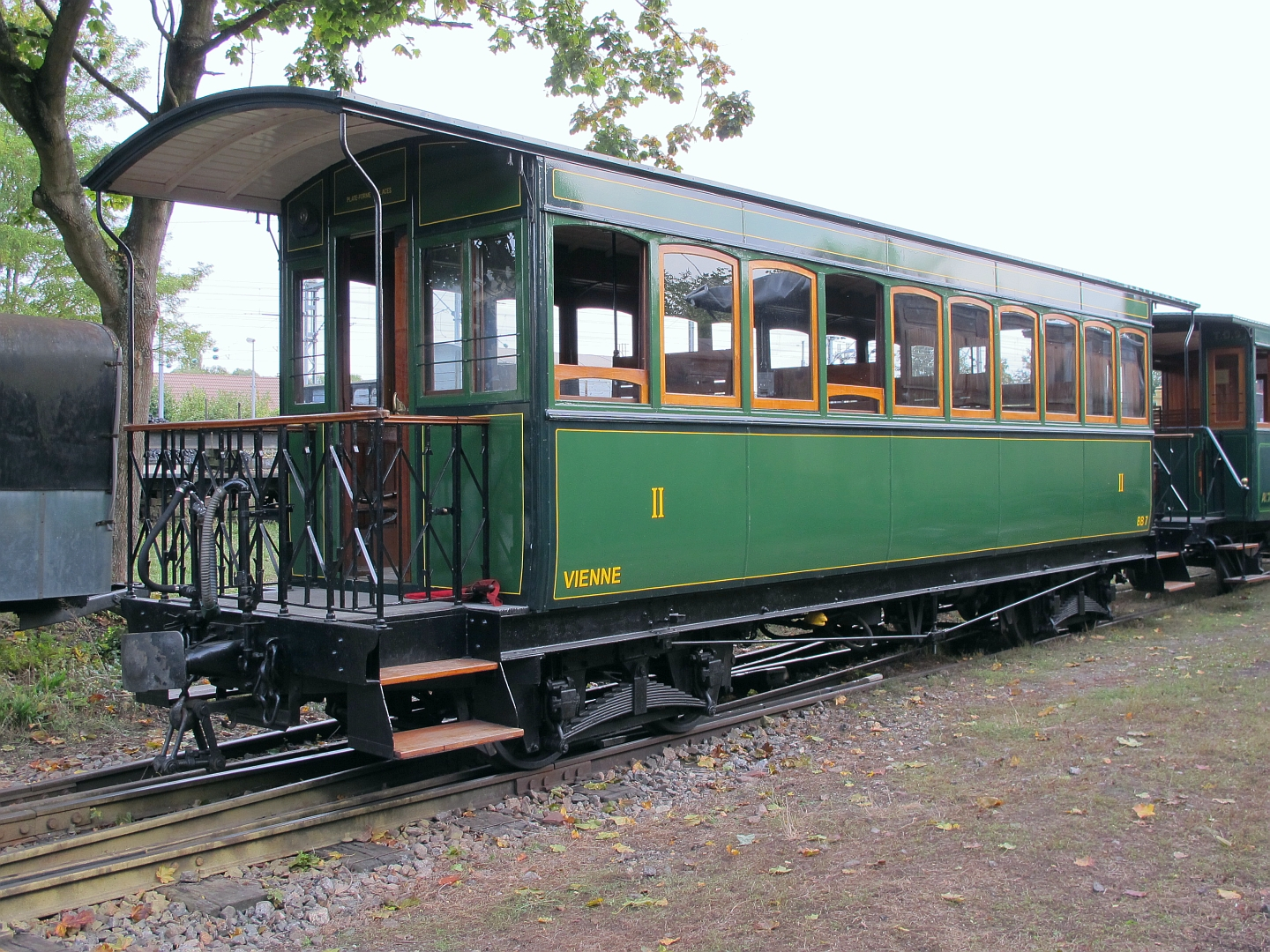
Voiture BB 7 ex-VFEP.
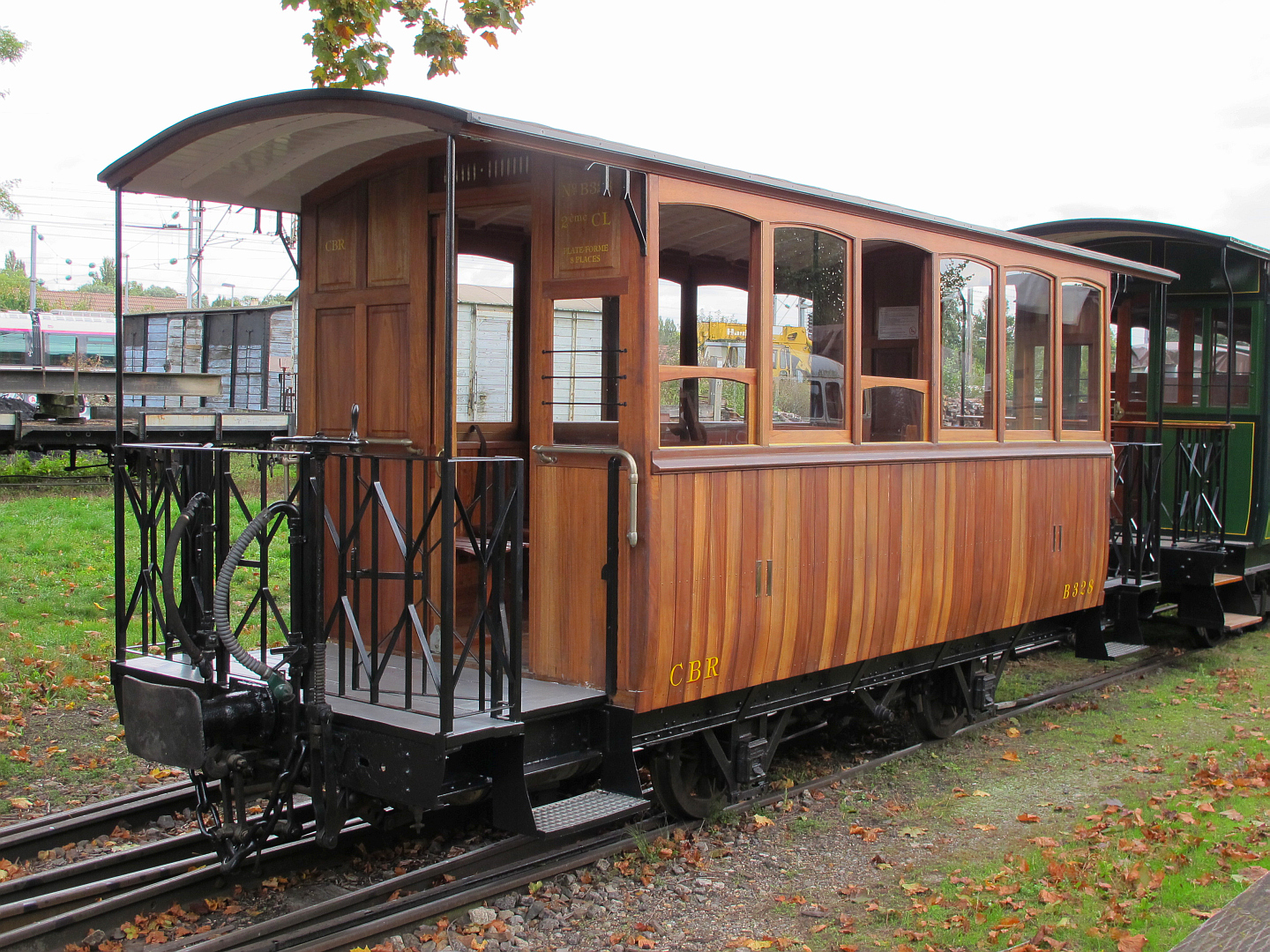
Voiture B 328 ex-CBR.
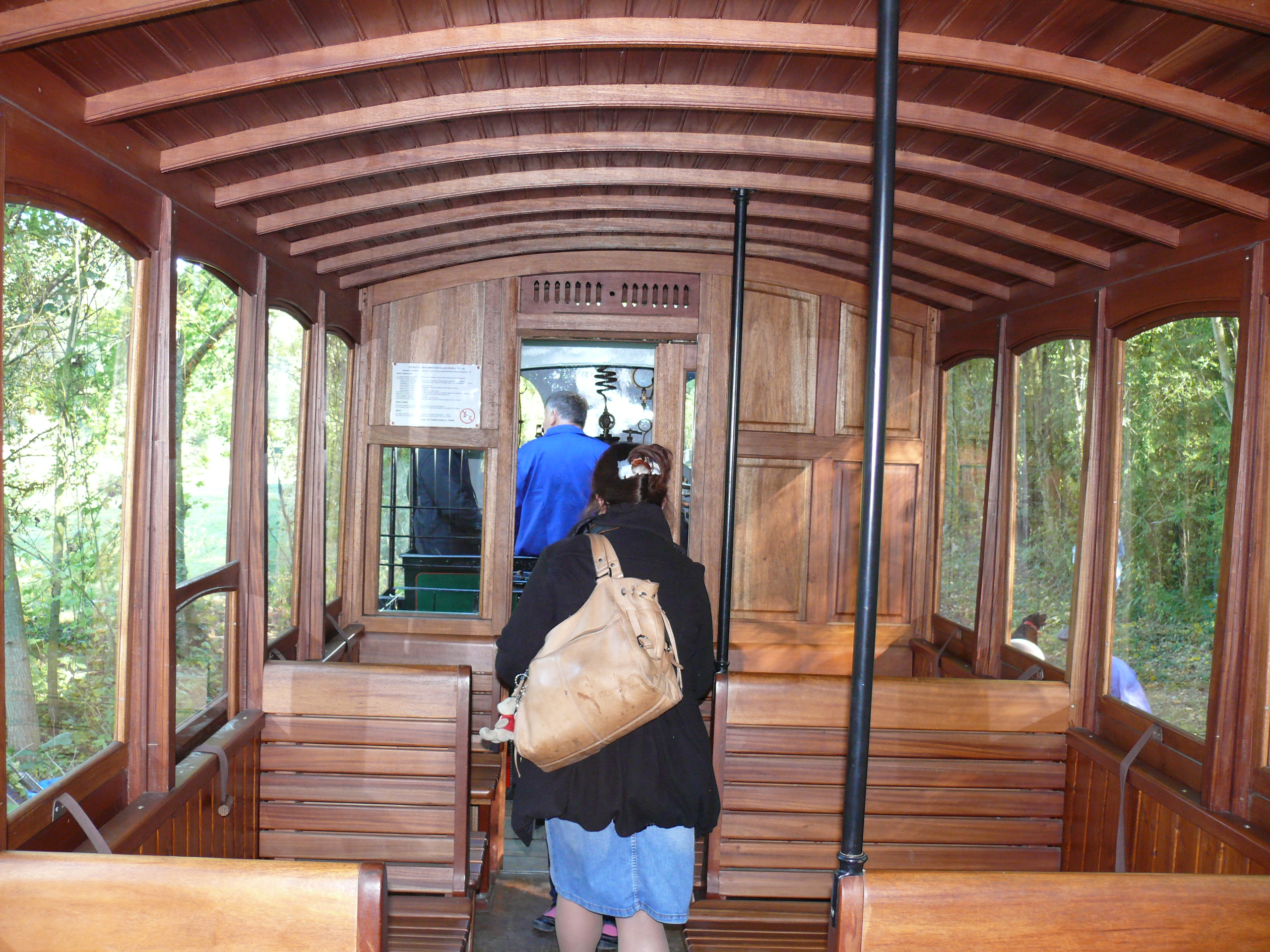
Intérieur de la voiture ex-CBR no B 328.
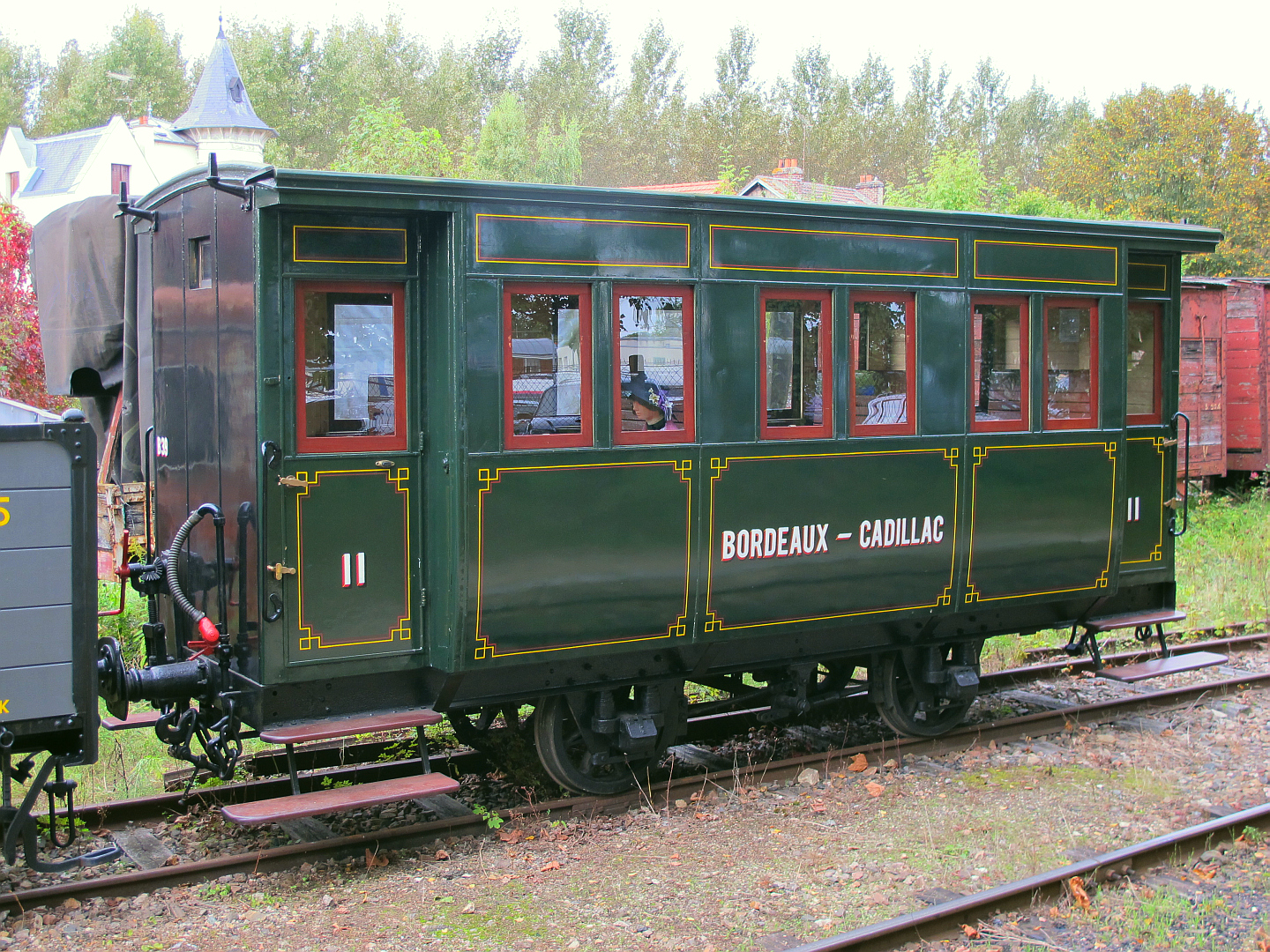
Voiture B 39 ex-TBC.
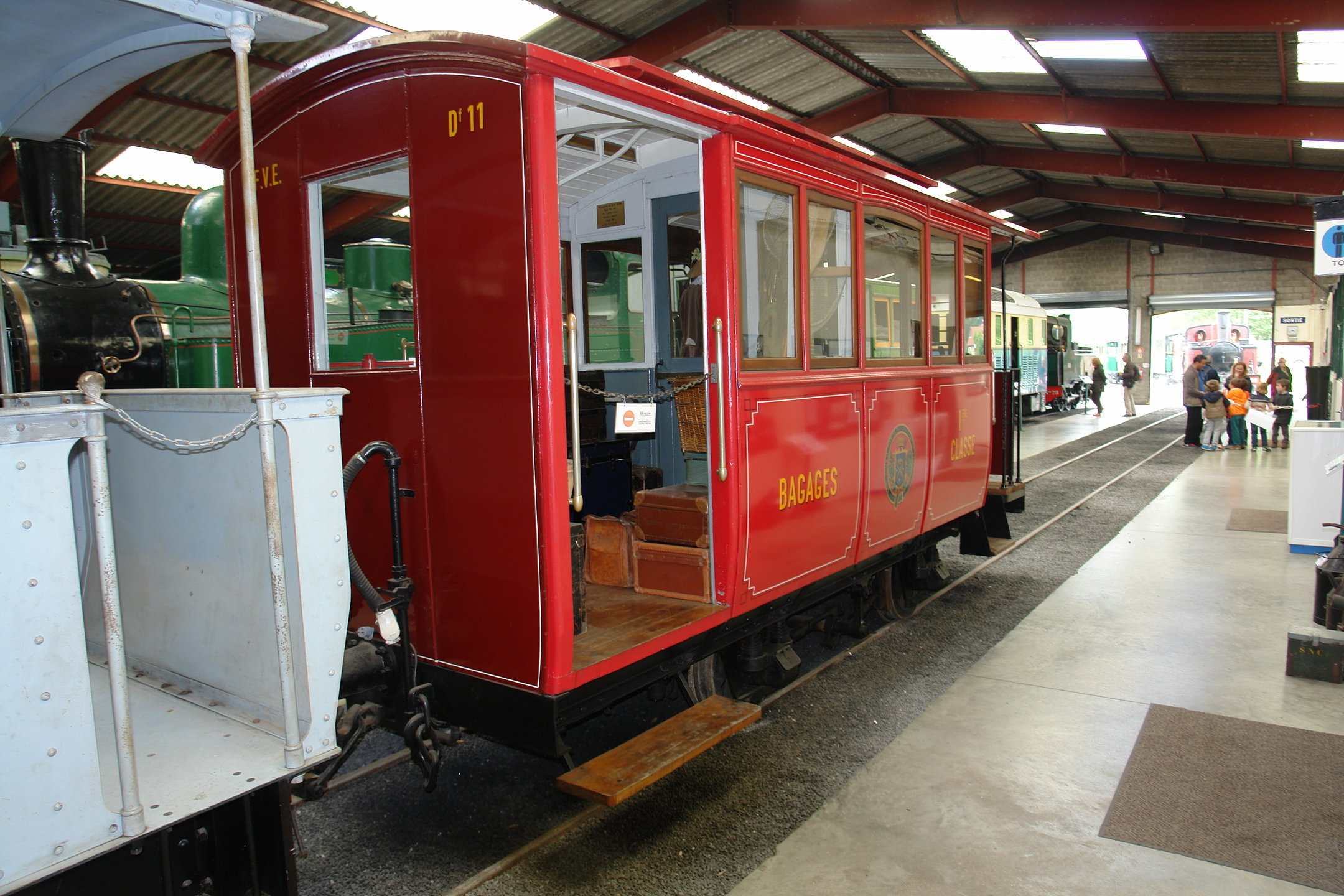
Voiture Df11 des Tramways de Saint-Étienne.
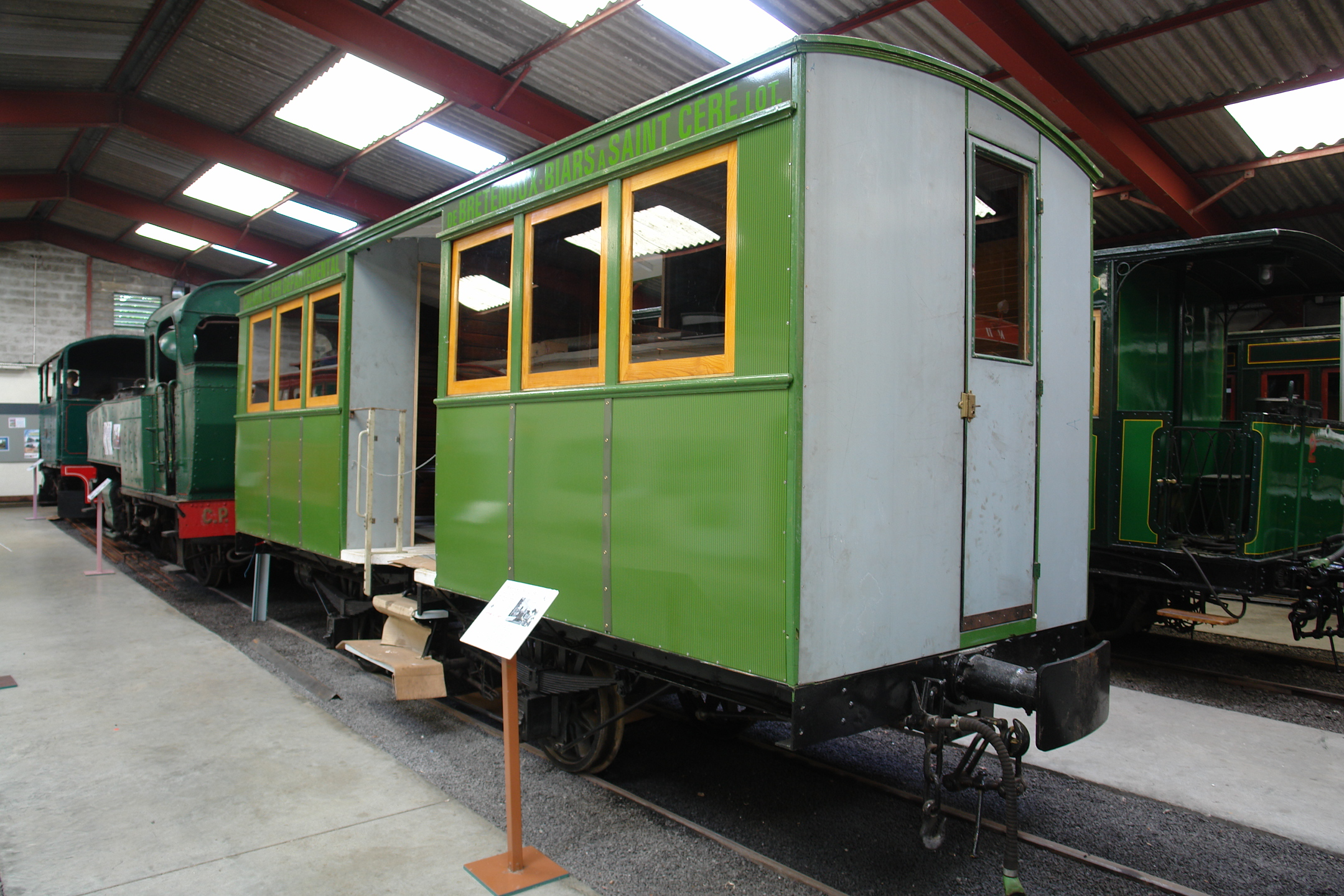
Voiture B2 des Tramways du Quercy.
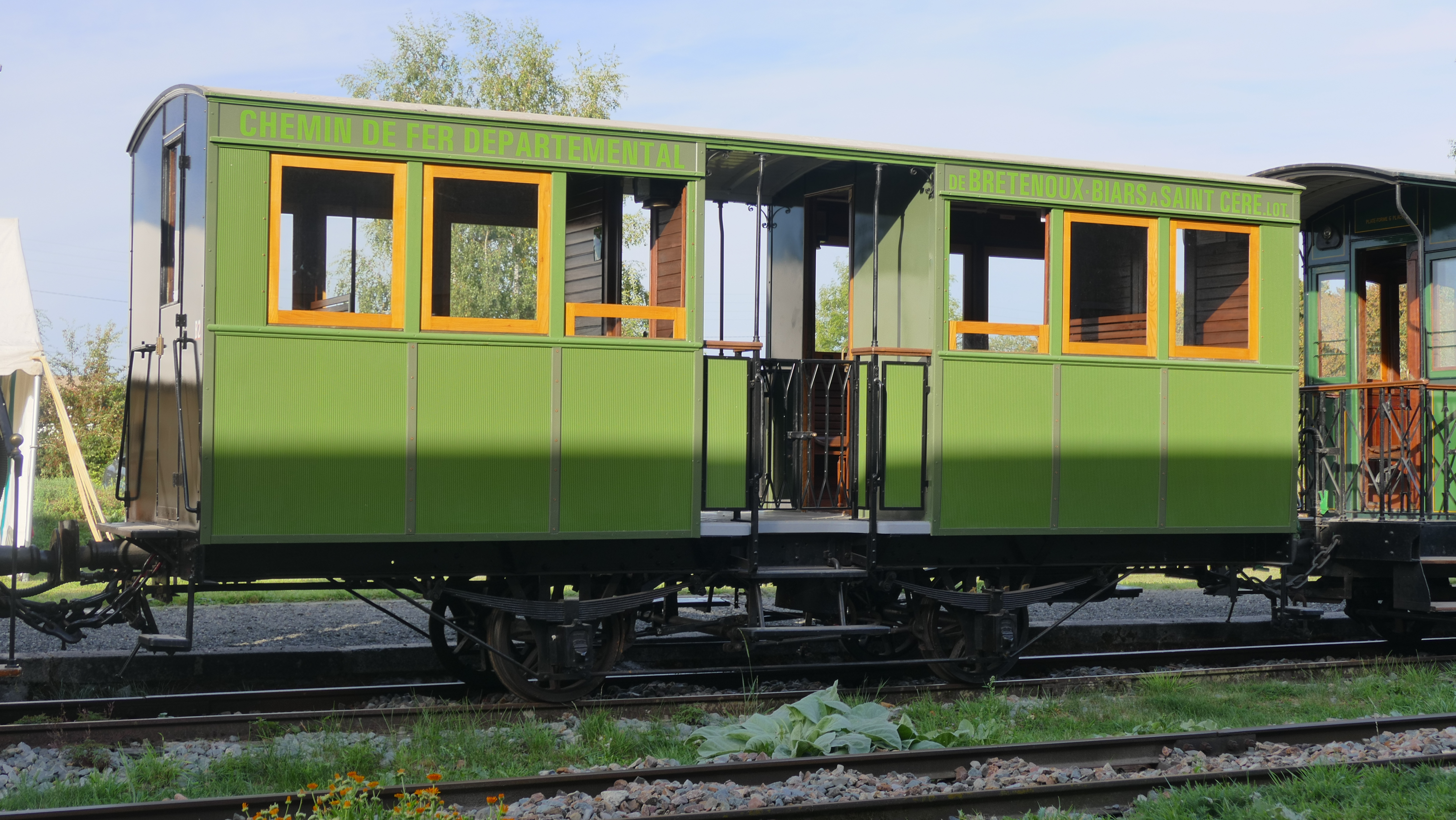
Voiture B2 des Tramways du Quercy (2).

#### Remorques à messageries et fourgons à bagages
- 3 fourgons à bagages

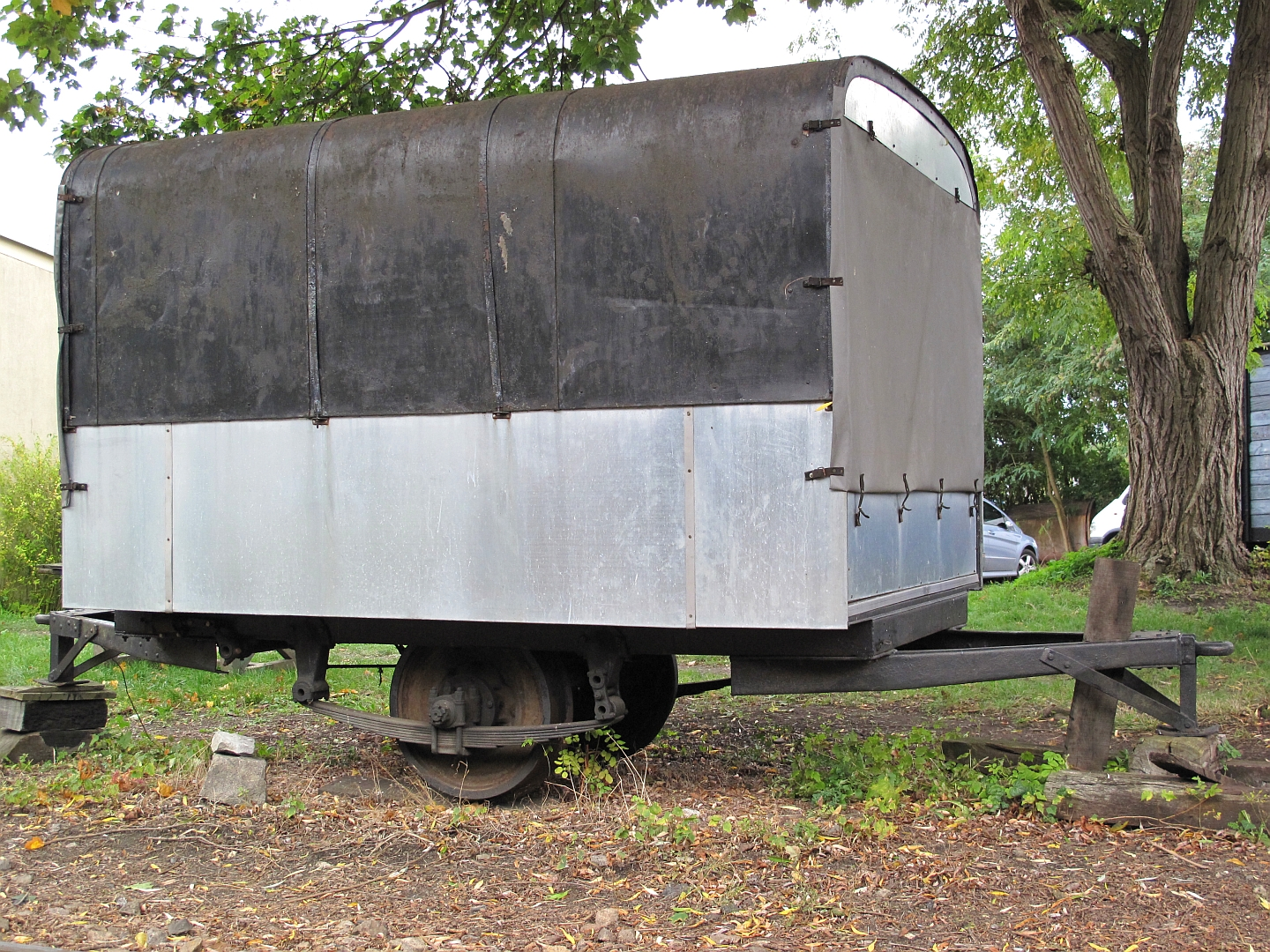
La remorque De Dion-Bouton NF 61 ex-CFD.

  - Fourgon ANF N° KD154 (1901) du Chemin de fer du Blanc-Argent (BA),  Classé MH (1993)[45].
  - Fourgon bagages et Poste, Baume & Marpent, D355 (1905), des Chemins de fer des Côtes-du-Nord, en restauration.
  - Fourgon bagages et Poste, Carel et Fouché au Mans, N° D 370, (1927), des Chemins de fer des Côtes-du-Nord, en service,  Classé MH (2006)[46].
- 1 fourgon-atelier
  - Fourgon-atelier D 253, construit en 1923 par la Société de construction et d'entretien de matériel roulant (SCEMR) pour les Chemins de fer économiques du Nord, puis plus tard transféré sur les Tramways de Valenciennes. Prêt de l'AMTUIR.
- 1 remorque à messageries
  - Remorque à un essieu De Dion-Bouton no NF 61 (1935) des CFD, réseau du Vivarais Lozère, Restaurée.

#### Wagons marchandises
Le MTVS détient 28 wagons marchandises.
- Wagons ex-Réseau Breton
  - K 539, couvert non freiné, restauré.
  - Kf 1374, couvert freiné.
  - Kf 1457, couvert freiné, restauré.
  - Kf 1467, couvert freiné, restauré.
- Wagons ex-CFD Vivarais 	
  - K 4043, couvert, De Dietrich, 1903, restauré à Crèvecœur-le-Grand.
  - K 4044, couvert, De Dietrich, 1903, restauré.
  - G 5665, tombereau, Decauville, 1904, restauré.
  - Ht 6344, plat à traverse pivotante, Blanc-Misseron, 1903
- Wagons ex-PO, Chemin de fer du Blanc-Argent (BA) & PO-Corrèze (POC)	
  - K  102, couvert, PO Corrèze (POC),  Classé MH (1993)[47]. La série K 101-125 a circulé sur le Meusien.
  - K  264, couvert, (BA).
  - K  285, couvert, (BA).
  - I  232, tombereau  PO-Corrèze (POC), BA TK 355,  Classé MH (2002)[48].
  - I  316, tombereau avec barre faîtière, (BA), restauré,  Classé MH (1993)[49].
  - H  405, plat, (BA),  Classé MH (2002)[50].
  - H  413, plat, (BA).
  - HH 425, plat, (BA), en restauration.
  - N  450, plat, (BA).
  - N  455, plat, (BA), mauvais état.
  - HHf458, plat, (BA),  Classé MH (1993)[51].
  - HH 466, plat, (BA),  Classé MH (2002)[52].
  - L  503, plat à traverse pivotante, (BA),  Classé MH (1993)[53].
  - L  506, plat à traverse pivotante, (BA),  Classé MH (1993)[54].
  - X 1 Wagon couvert de secours, (BA), caisse montée par le MTVS sur châssis origine papeterie de Lancey.

- Wagons ex-réseaux divers 	
  - K113, couvert, Tramways d'Ille-et-Vilaine, en service à Crèvecœur-le-Grand,  Inscrit MH.
  - K167, couvert, Chemins de fer des Ardennes (CA) en restauration.
  - K273, couvert, Chemin de fer de l'Aisne.
  - P 3723, ex-U 3723, tombereau métallisé SE Valmondois-Marine, ex-SE (Réseau de l'Allier) puis Blanc-Argent (TK343) réalisé sur la base d'un plat à pierres, en restauration,  Classé MH (1993)[55].

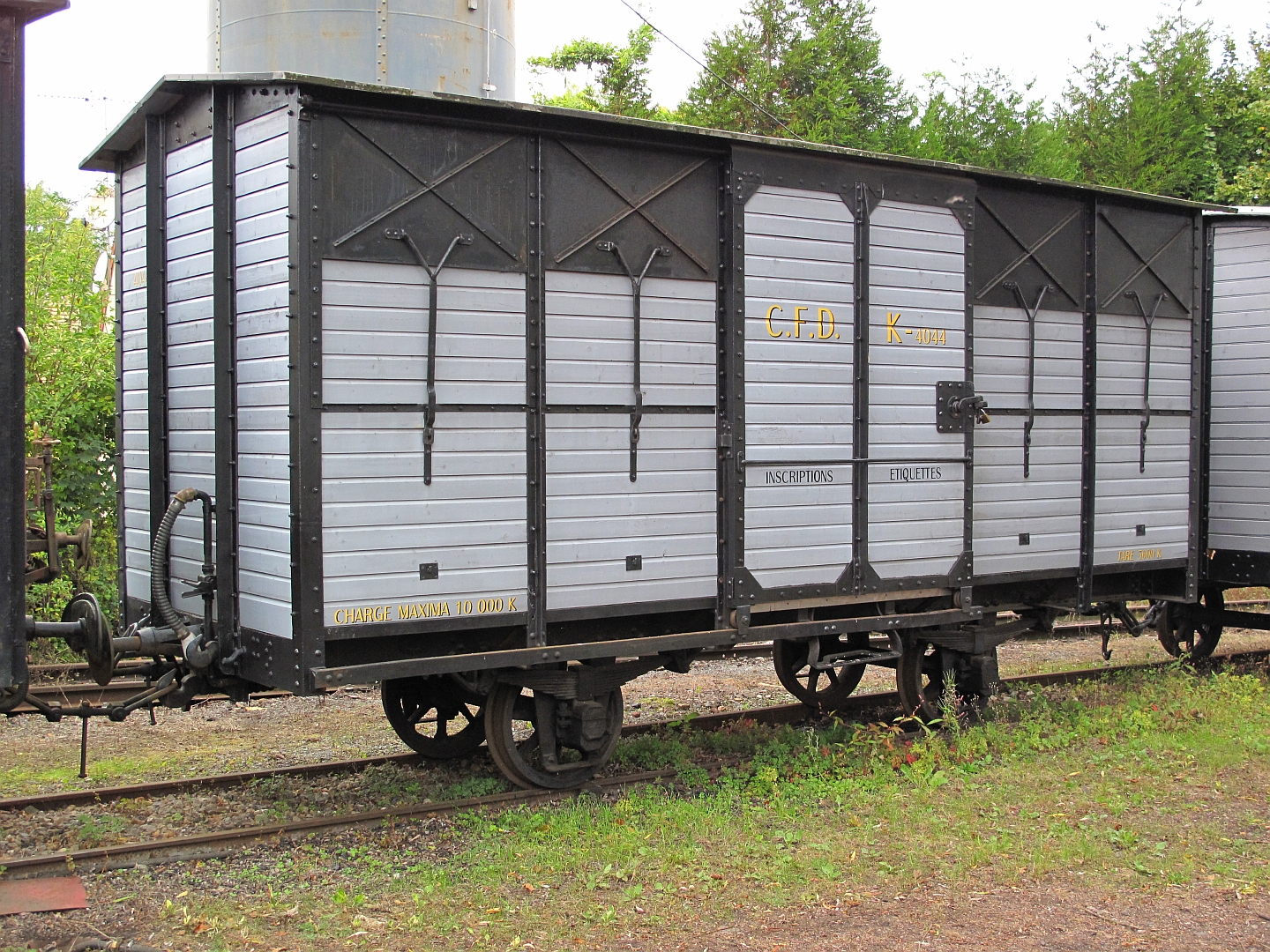
Le wagon couvert K 4044 ex-CFD Réseau du Vivarais garé au dépôt de Butry.
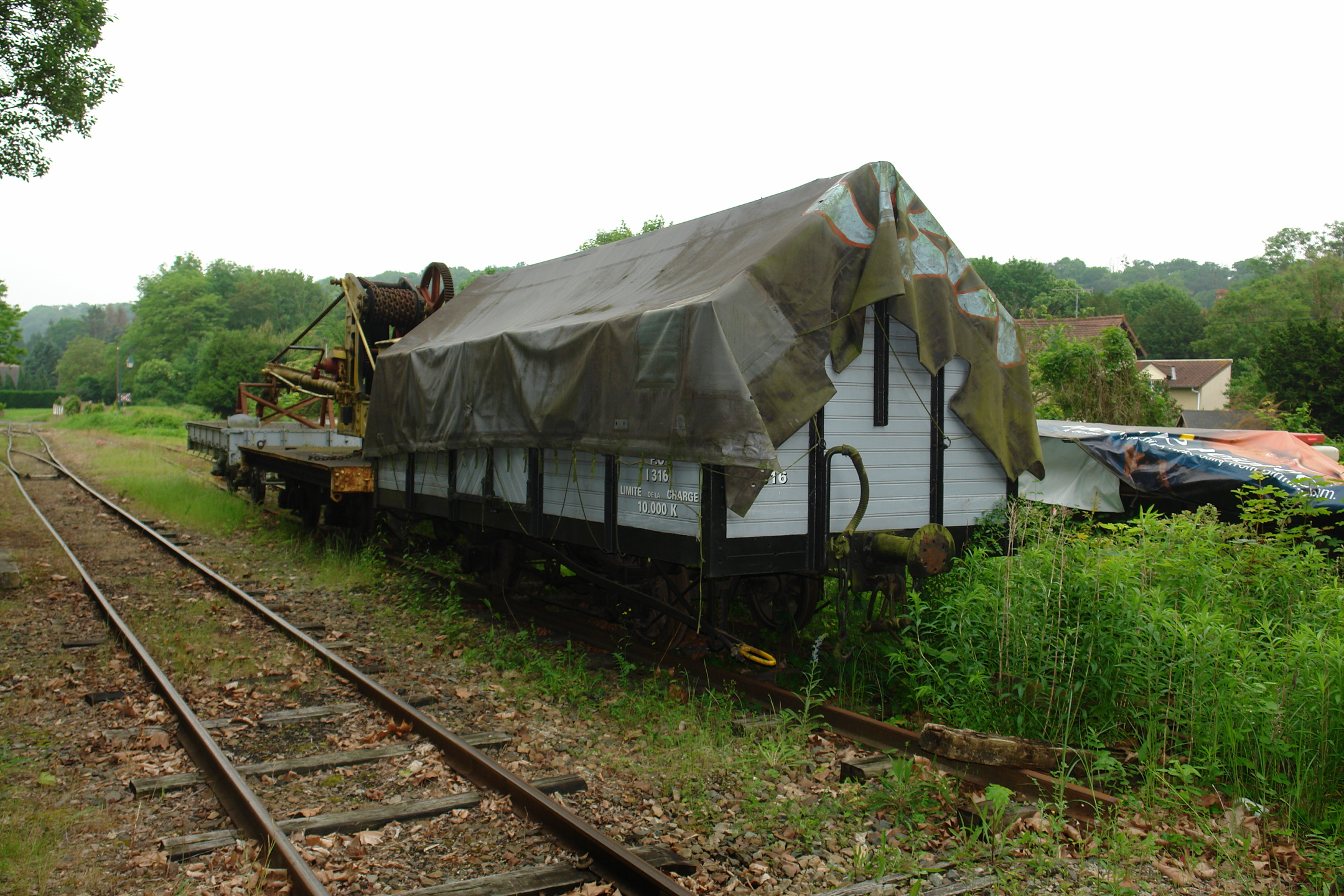
Tombereau I 316 du Chemin de fer du Blanc-Argent.
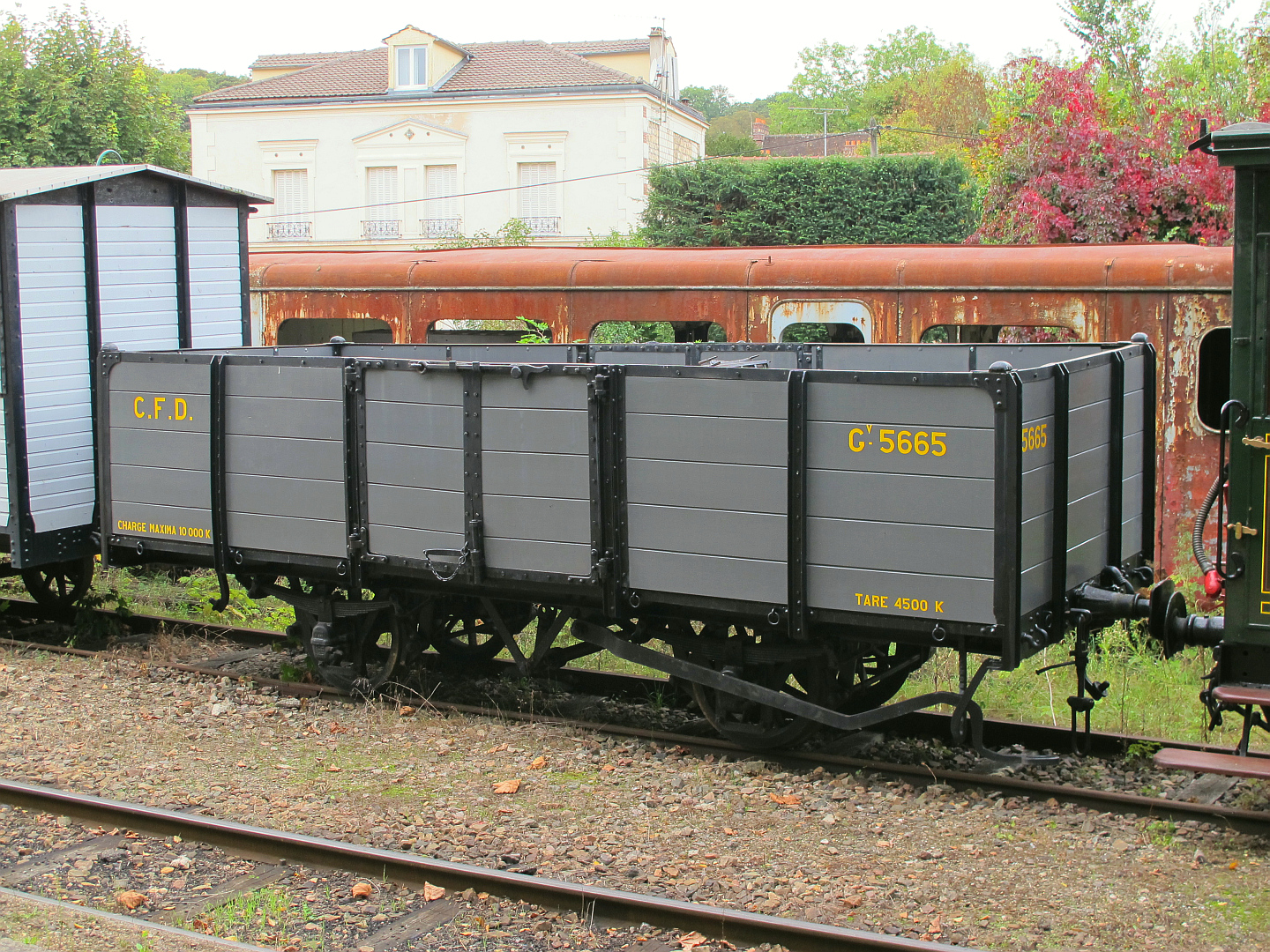
Le wagon tombereau G 5665 ex-CFD Réseau du Vivarais garé à Butry.
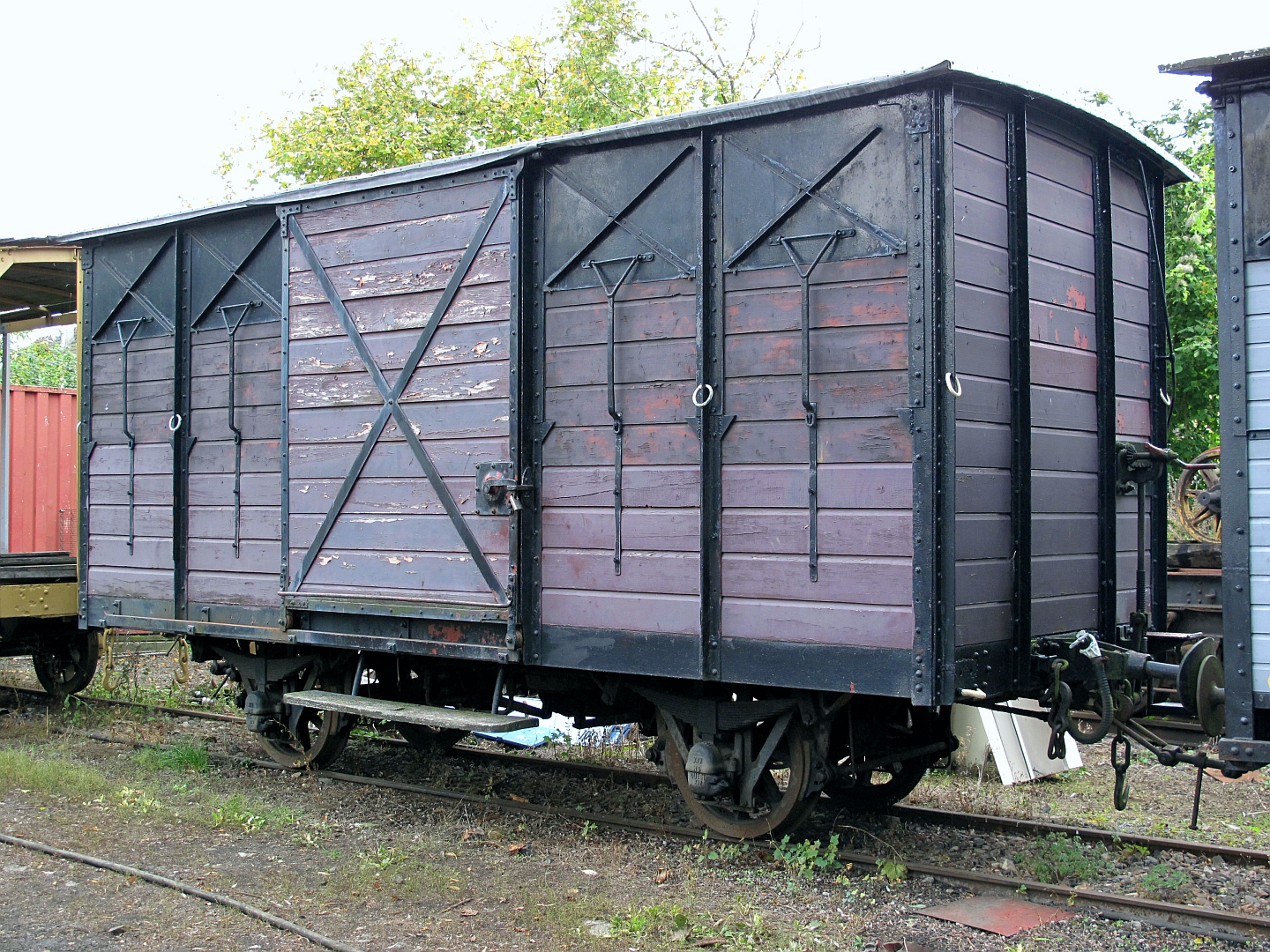
Le wagon couvert Kf 1457 ex-Réseau Breton garé au dépôt de Butry.
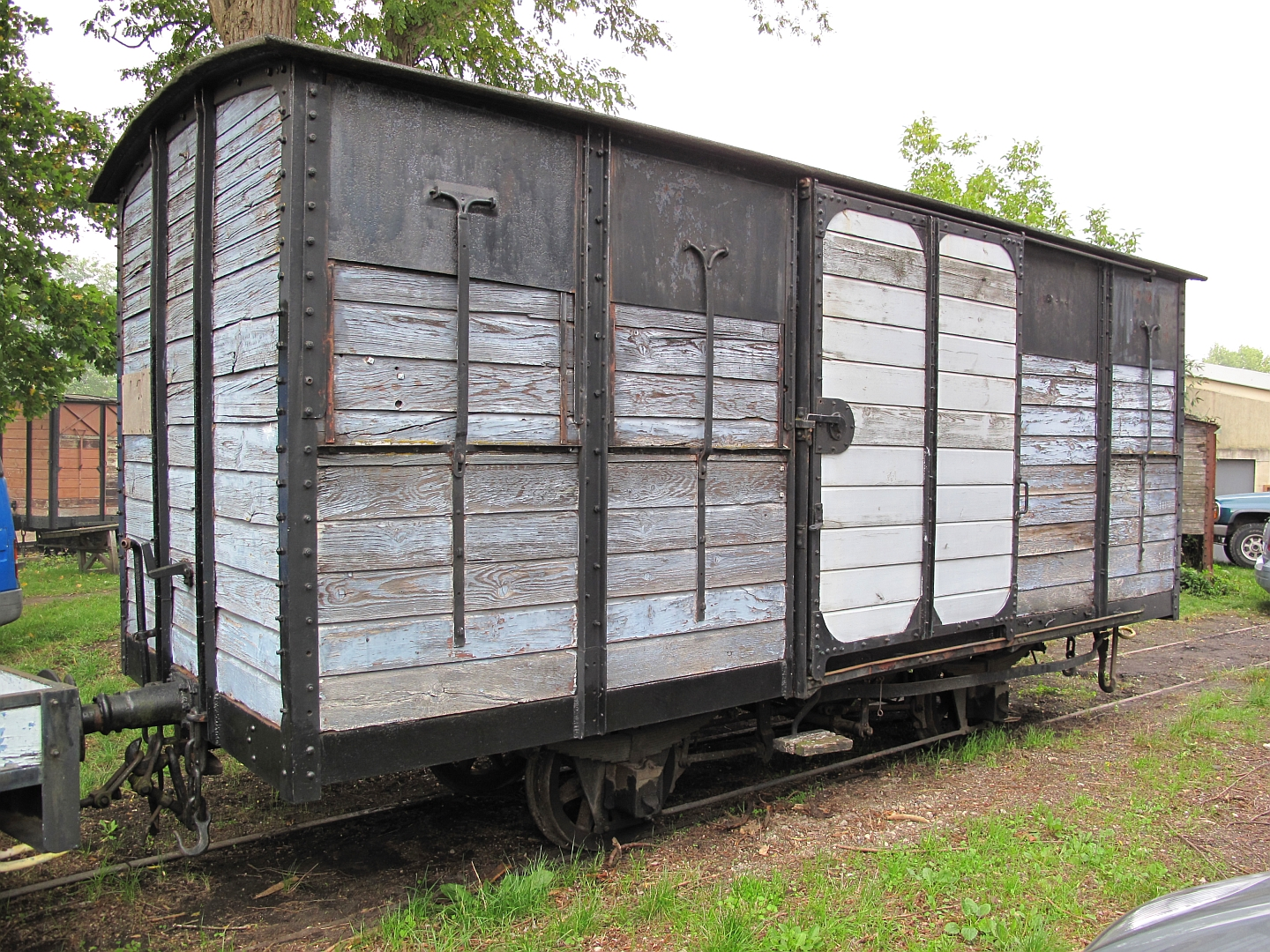
Le wagon couvert K 102 ex-PO-Corrèze garé à Butry.

#### Wagons spéciaux
- Wagons spéciaux

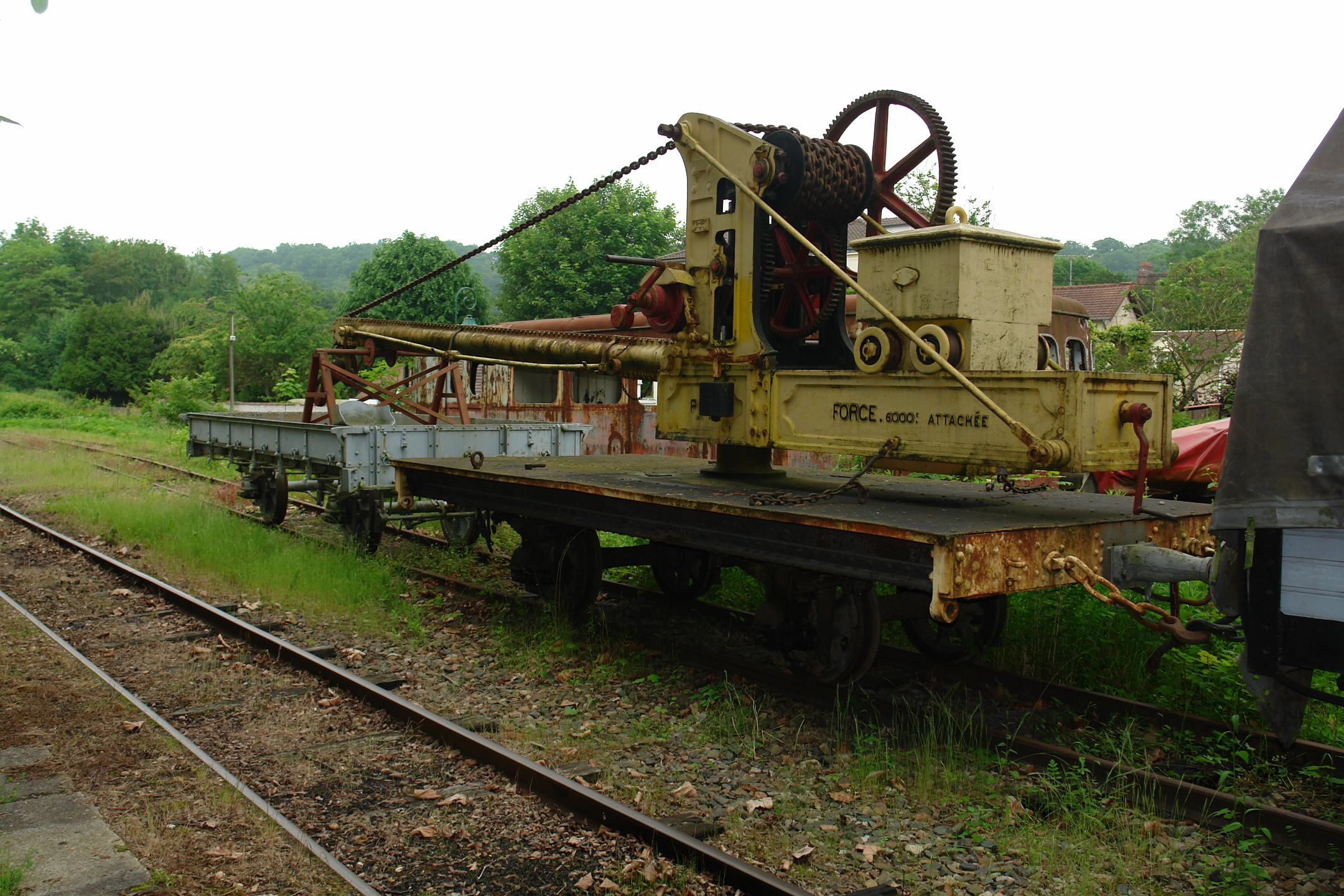
Wagon grue G 22 et wagon support de flèche JE 304.

  - Wagon citerne H 280, La Buire 1912, châssis à trois essieux, boites radiales système Roy, ex-chemin de fer de la Mure (SGLM)[56] acquis en 1998 avec citerne armée allemande, en service à Crèvecœur-le-Grand.
  - Wagon grue, ex-G22-1 PLM, ligne d'Orange à Buis-les-Baronnies, muté en 1958 sur la ligne de la Cerdagne,  Classé MH (2013)[57].
  - Wagon plat, N°JE 304 (Midi), ZRJ 20304 (SNCF), accompagnant la grue, ex-plat à minerais à bords métalliques, construit par Cail en 1912, pour la ligne de la Cerdagne.

#### Wagons originaires de Suisse

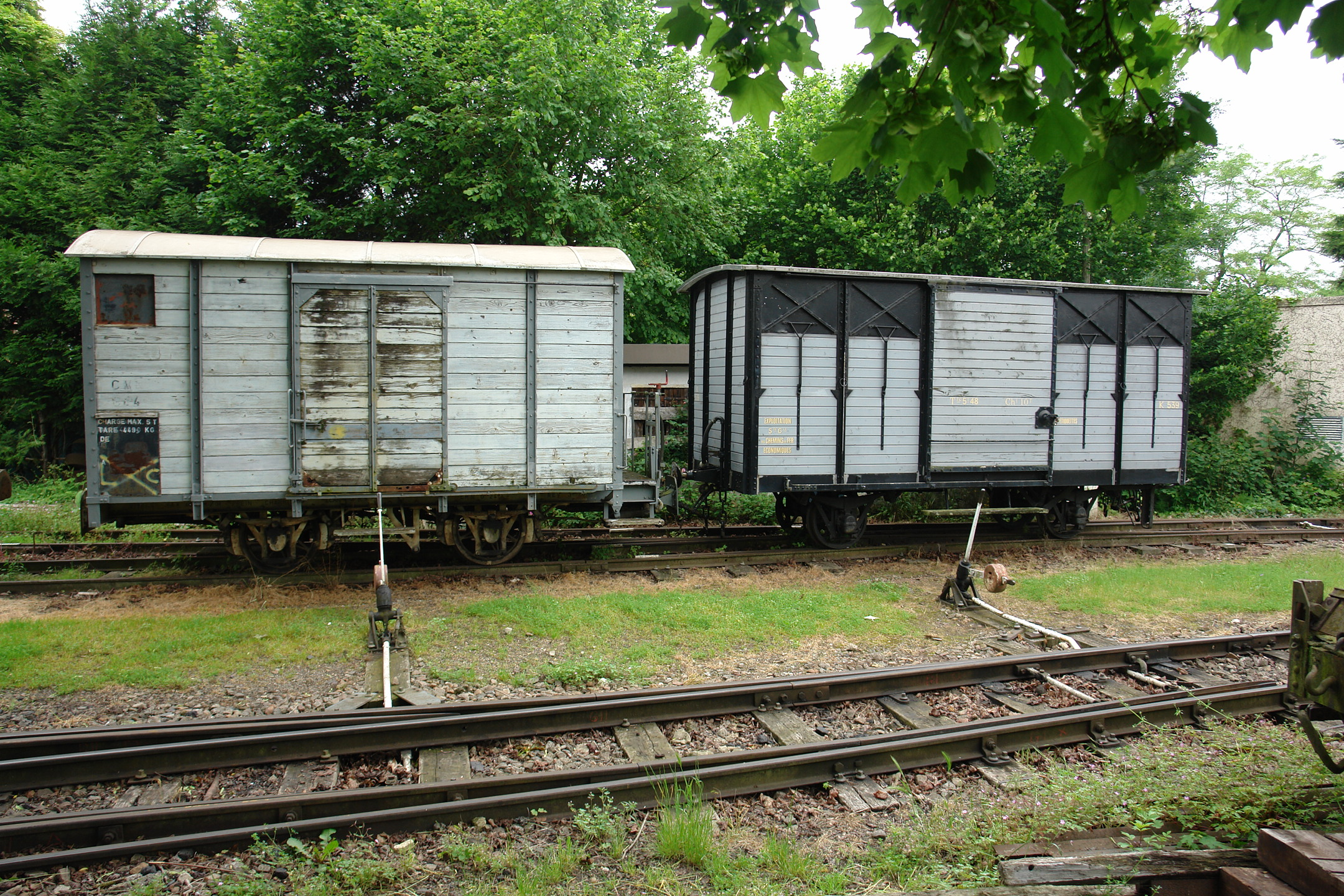
Wagons couverts
G 24 ex-Chemins de fer des Montagnes neuchâteloises
et K 539 ex-Réseau Breton.

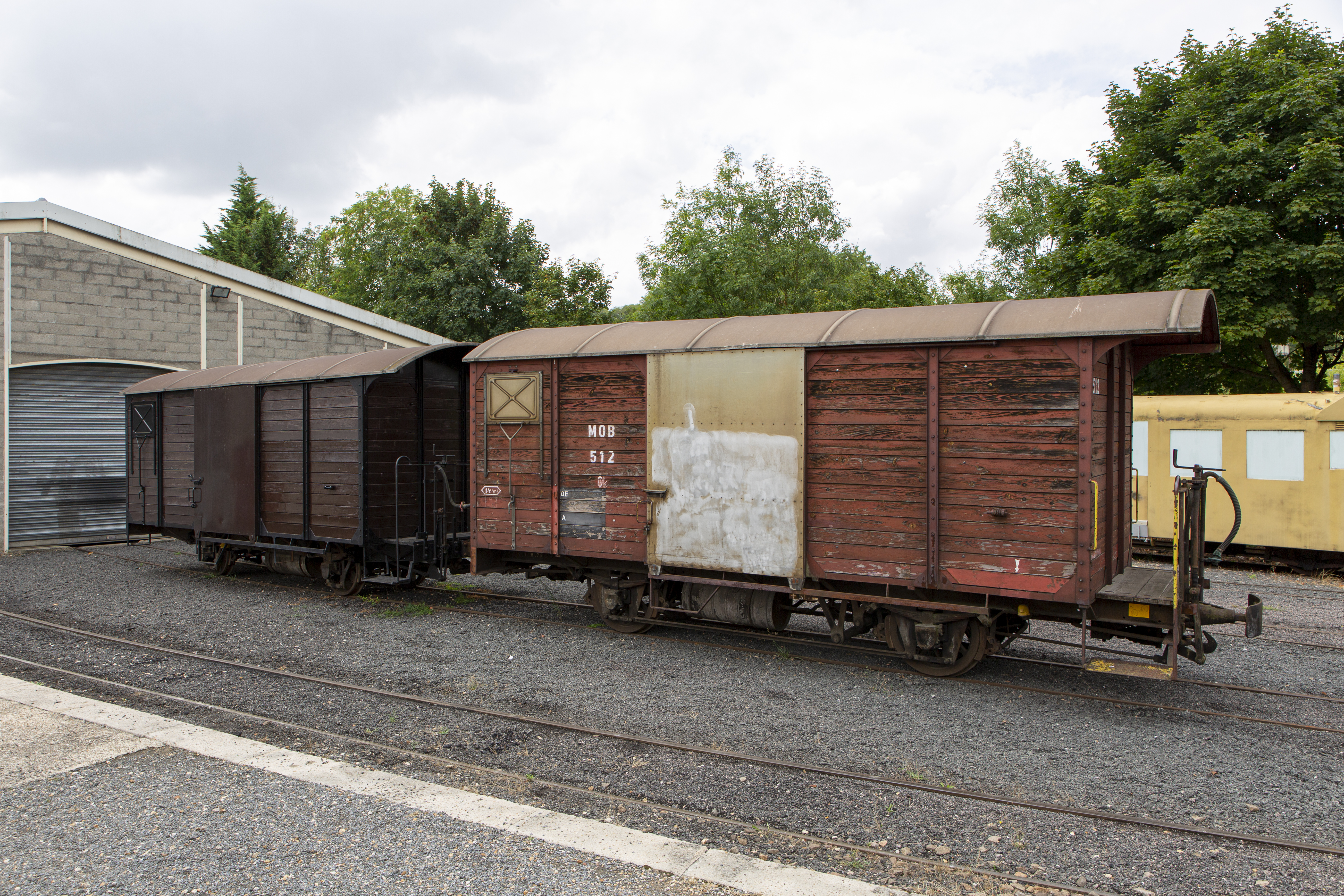
Couvert MOB 512.

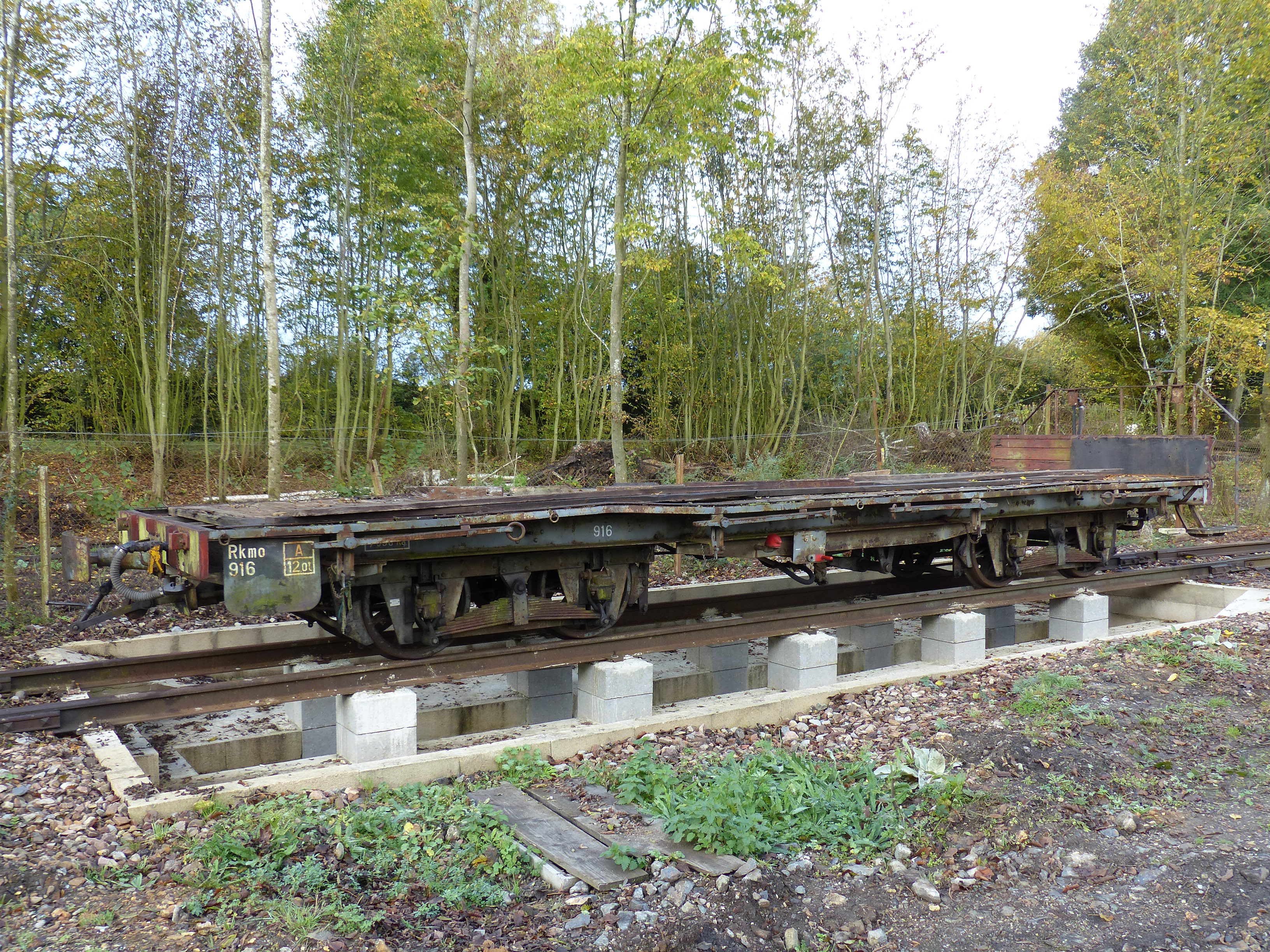
Plat OM 916 ex-chemin de fer de la Gruyère.

- ex-Chemins de fer des Montagnes neuchâteloises (CMN), puis depuis 2012 Transports publics neuchâtelois (transN)
  - G 22, couvert, ex-K 22 (1888), SIG, acquis en 1995, en service à Crèvecœur-le-Grand
  - G 24, couvert, ex-K 24 (1890), SIG, acquis en 1995
  - G 27, couvert, ex-K 27 (1918), SIG, acquis en 1995
  - Kkb36, plat, ex-M 36 (1903), SWS-Schlieren, à trémie, acquis en 1995
  - Km 37, plat, ex-M 37 (1913), SWS-Schlieren, acquis en 1995
  - Kkl 41, plat à bords métalliques rabattables, acquis en 2017,
  - Un châssis nu, prévu pour la voiture-salon des Chocolats Menier actuellement en cours de restauration, acquis en 2017.
- ex-Chemin de fer Montreux Oberland bernois
  - K 512, couvert (1905), acquis en 2001[58],
  - K 553, couvert (1904), acquis en 2002[59],
  - Rkmo 812, plat, ex-O 812,(1907), acquis en 1995[60]
  - X 29, plat à bogies, ex-OC 81 (1966), ex-C 53 (1951), ex-Dr4 12 (voiture-restaurant), Ringhofer (1906), acquis en 2001[61],
  - X 849, plat à bogies, à extrémité rabattable, prévu pour la construction d'une voiture PMR, acquis en 2023[réf. nécessaire]
- ex-Chemins de fer électriques de la Gruyère puis en 1942 GFM (Gruyère-Fribourg-Morat)
  - Rkmo 904, plat à bogies, SWS 1904, ex-OM 904, ex-OM 123 (CEG), acquis en 2015,
  - Rkmo 905, plat à bogies, SWS 1904, ex-OM 905, ex-OM 124 (CEG), acquis en 1992[62],
  - Rkmo 916, plat à bogies, SWS 1905, ex-OM 916, ex-OM 135 (CEG), acquis en 1992,
  - Gak 673, couvert à bogies, Atelier GFM de Bulle 1957, Ex OM 928, acquis en 2017,
  - Gb 652, couvert à essieux, SIG 1919, ex-GB 659 (1942-1971), ex-K 598 (CEG), acquis en 2017.
- ex-Chemin de fer de la Furka
  - Gb 2621 couvert à essieux, ACMV (1962), ex-Gb 2421 Brigue-Viège-Zermatt[63], acquis en 2020.
  - Gb 2622 couvert à essieux, ACMV (1962), ex-Gb 2422 Brigue-Viège-Zermatt[63], acquis en 2020.

## Horaires et évènements

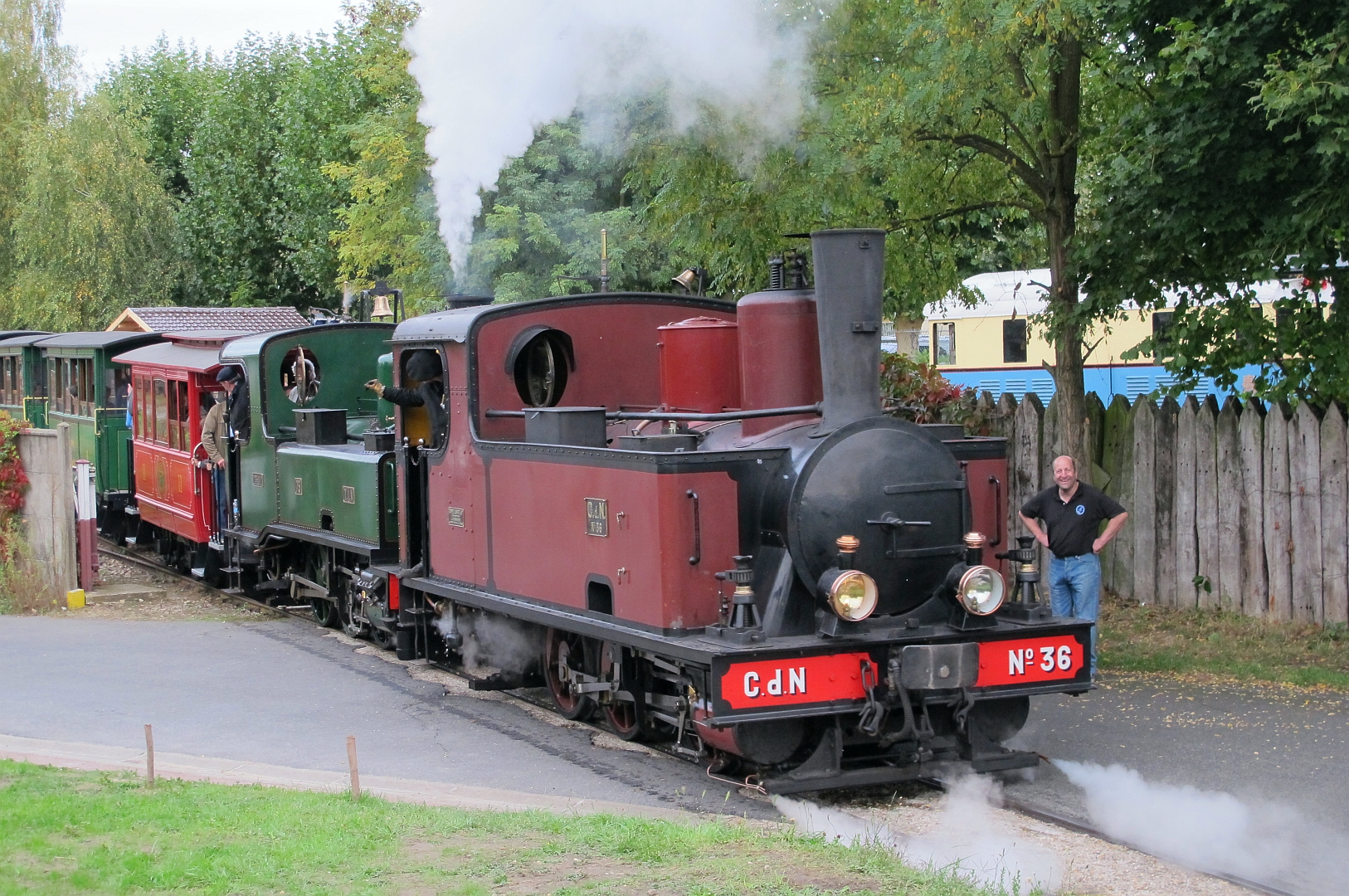
MTVS Circulation exceptionnelle d'un train en double traction, lors du festival annuel 2012.

Le musée de Butry-sur-Oise est fermé au public depuis 2022..
La ligne de Crèvecœur-le-Grand est ouverte de mai à septembre, les premier, troisième et cinquième dimanches de chaque mois. Les trains circuleront à divers horaires selon les saison (consulter le site
). Des journées évènementielles sont également programmées.
Occasionnellement, le MTVS organise des manifestations hors de ses installations. C'est ainsi qu'une présentation a eu lieu le 15 octobre 2011 à Saint-Omer-en-Chaussée, où le MTVS avait construit une voie métrique provisoire de 300 mètres sur l'emprise de l'ancienne ligne de Saint-Omer-en-Chaussée à Vers, afin d'y faire circuler deux véhicules classés comme monument historique, la locomotive 030T Corpet-Louvet ex-TIV no 75 tractant la voiture no B 378 ex-CBR.

## Train vapeur du Beauvaisis à Crèvecœur-le-Grand

Tracé de la ligne entre Crèvecœur-le-Grand et Saint-Omer-en-Chaussée.

Le MTVS, la Communauté de communes de la Picardie verte (CCPV) et la Communauté de communes de Crèvecœur-le-Grand Pays Picard A16 Haute Vallée de la Celle (CCC) se sont entendus pour déplacer les collections du MTVS en gare de Crèvecœur-le-Grand sur l'ancienne ligne de Saint-Omer-en-Chaussée à Vers qui permettait de relier Beauvais et Amiens. La gare était également le terminus de la ligne de chemin de fer secondaire à voie métrique des Chemins de fer départementaux de l'Oise reliant Estrées-Saint-Denis à Crèvecœur-le-Grand. À partir du 1er janvier 2018, le projet associe la Communauté de communes de la Picardie verte (CCPV) et la communauté d'agglomération du Beauvaisis (CAB).
Cela offrira la possibilité de créer entre Crèvecœur et la gare de Saint-Omer-en-Chaussée une ligne de chemin de fer touristique à voie métrique d'une longueur de 12 km où circulera la collection du musée. La voie normale sera, progressivement, déposée et transformée en voie métrique en réemployant les rails.
Une préfiguration a eu lieu le 15 octobre 2011 près de la gare de Saint-Omer-en-Chaussée où le MTVS avait construit une voie ferrée provisoire sur laquelle il faisait circuler deux véhicules classés monuments historiques, la locomotive 030T Corpet-Louvet, ex-TIV, no 75 tractant la voiture no B 378, ex-CBR.
Le transport des matériels a commencé à l'été 2014, dans un ancien hangar à engrais, situé dans une partie  de  l’ancienne gare de Crèvecœur-le-Grand attribuée au trafic des marchandises. Ce bâtiment a été cédé par la commune à la Communauté de communes de Crèvecœur-le-Grand Pays Picard A16 Haute Vallée de la Celle. Les travaux d'aménagements ont été exécutés par la pose d'un toit, de huit portes d'accès pour les convois ferroviaires et des portes et fenêtres au logement ont été mis en place en mai et juin 2017. L'opération fut financée par la communauté de communes (CCC), absorbée par la Communauté de communes de l'Oise Picarde (CCOP), puis transférée à la Communauté d'agglomération du Beauvaisis le 1er janvier 2018. Le bâtiment est inauguré le 16 septembre 2017. Dès 2013, les bénévoles du MTVS, après avoir défriché la zone, ont commencé à construire des installations à voie métrique. Ils ont retrouvé une ancienne fosse de visite de la ligne d'Estrées-Saint-Denis à Crèvecœur-le-Grand, qui constitue le seul vestige de cette ligne.
Une présentation du projet fut réalisée en 2014 avec pour objectif une ouverture de 1,6 km en 2015,. L'inauguration du chantier a été réalisée le 7 mars 2015. L'autorisation préfectorale pour cette reconstruction a été obtenue le 9 mars 2015 après avis favorable du service technique des remontées mécaniques et des transports guidés (STRMTG). L'objectif de premières circulations en 2015 fut confirmé mais sur 500 m seulement. Les premières circulations en train à vapeur ont eu lieu les 17 et 18 octobre 2015, avec une rame de trois voitures tractées par la locomotive 030T Corpet-Louvet ex-TIV.
Le premier tronçon de 1,6 km est mis en service en 2017 (arrêté préfectoral du 28 avril 2017), avant d'être prolongé jusqu'à la gare de Rotangy en 2019 (arrêté préfectoral du 3 mai 2019). Un passage à niveau est réalisé sur la RD 149 à la fin du mois d'août 2016. Il est automatisé en décembre 2018. La gare de Rotangy, légèrement déplacée, dispose d'une voie d'évitement avec un quai central. Ce second prolongement permet la circulation de plusieurs trains simultanément, notamment pour des journées évènementielles. La sécurité des circulations est alors assurée par bâton pilote et liaison radio avec un membre régulateur.
En 2022, la Communauté de communes de la Picardie verte (CCPV) donne l'autorisation de prolonger la ligne vers Saint-Omer-en-Chaussée. Elle participera en finançant l'équivalent de trois camions de traverses par an, soit environ 1,2 km, et le rétablissement des passages à niveau.

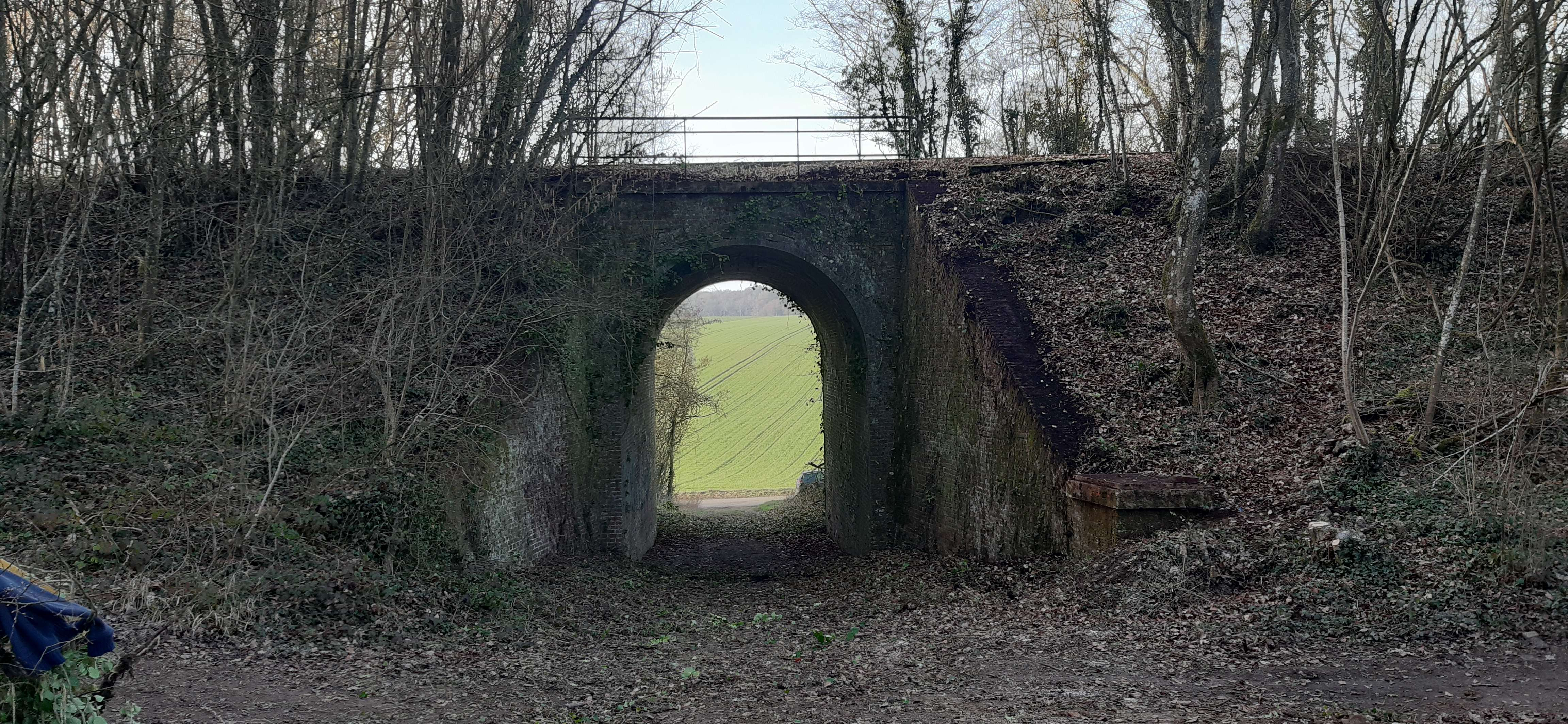
Une photo prise en février 2023 montrant le pont
rail avec la culée droite côté Rotangy défrichée, et celle gauche côté Regnonval encore à faire.

Début 2023, l'association a commencé l’élagage et la préparation de la section de la ligne entre Rotangy et Regnonval, jusqu'à atteindre la limite entre le rail 45 kg/m et le rail 30 kg/m, soit environ 850 m depuis le bout de la voie métrique déjà posée. Lors de cette opération, un pont à arches en brique servant au passage des véhicules agricoles a été nettoyé.

Le train inaugural du 18 octobre 2015
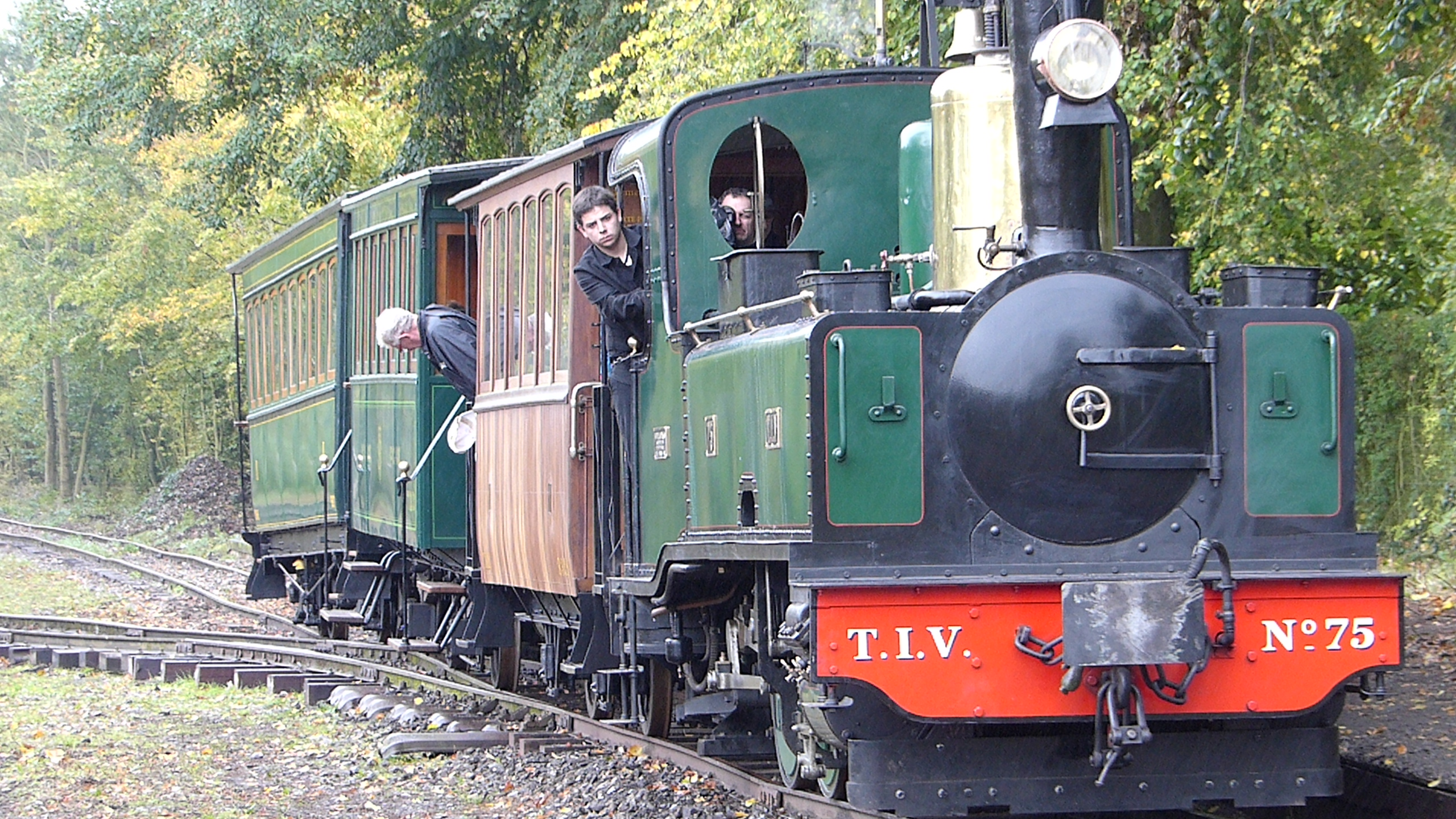
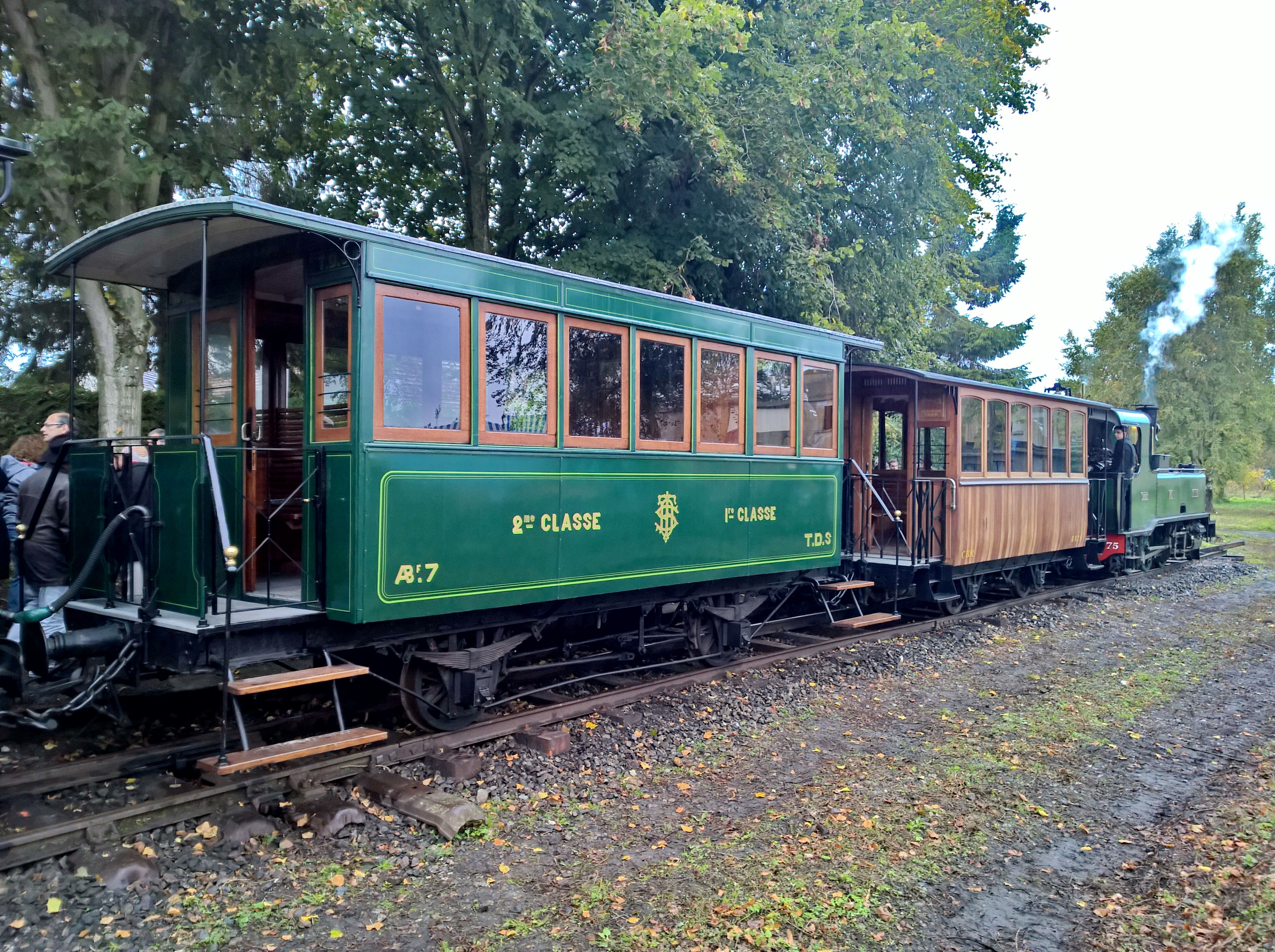

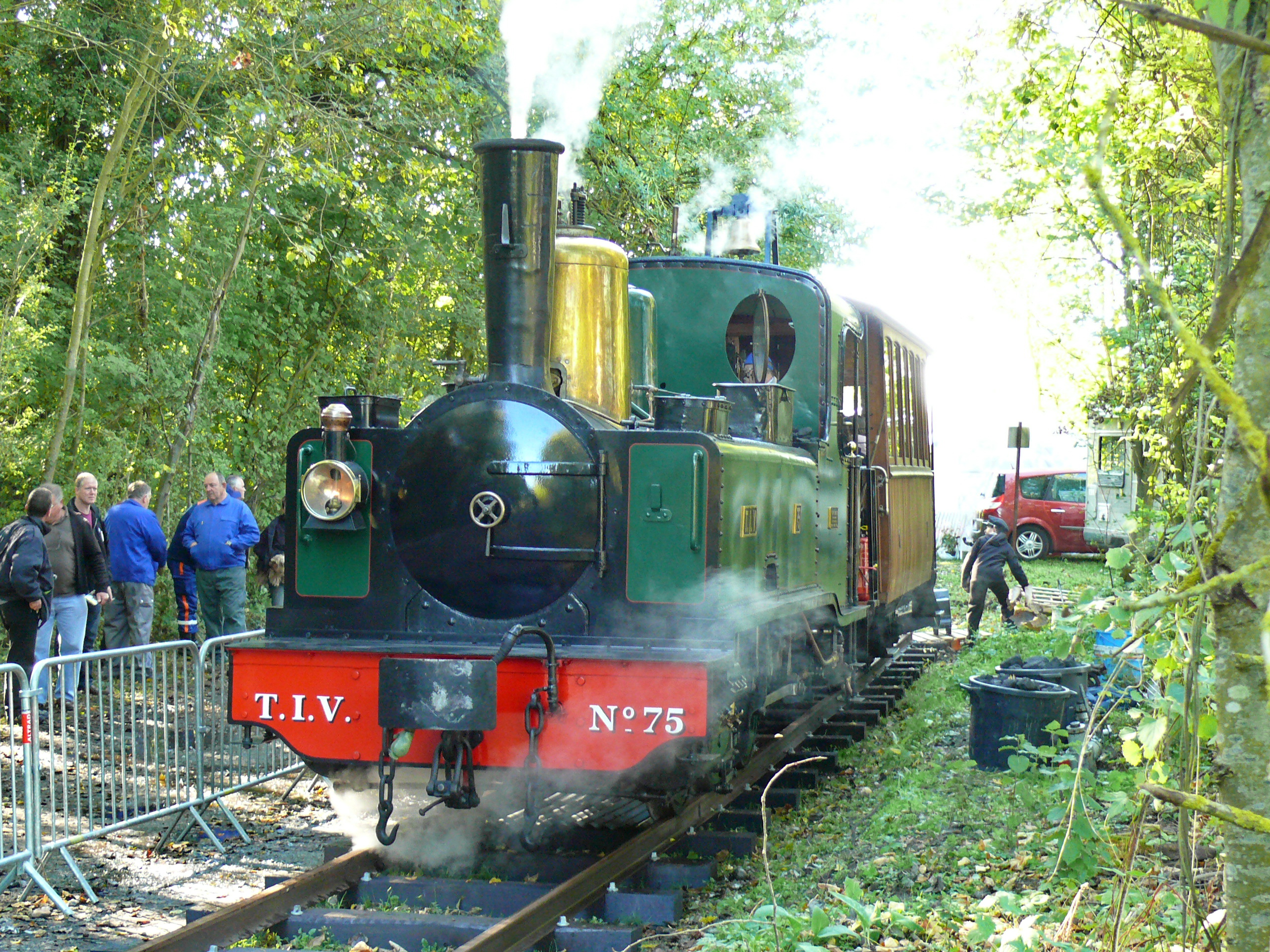
La rame historique du MTVS sur une voie provisoire près de la gare de Saint-Omer-en-Chaussée, le 15 octobre 2011.
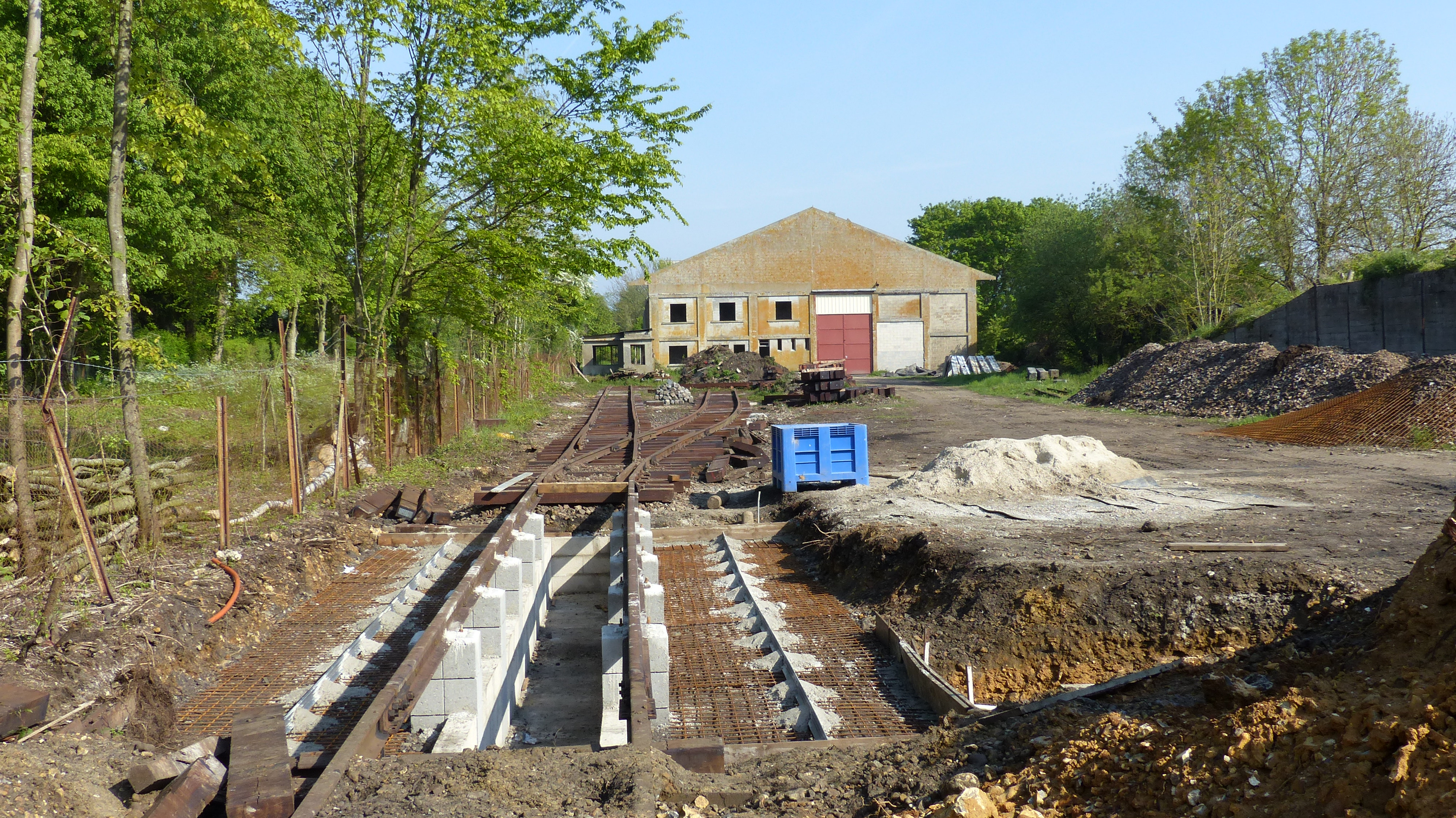
Le futur dépôt du MTVS et les premières voies du chemin de fer touristique. Au premier plan, une fosse de visite construite par les bénévoles du MTVS début 2014.
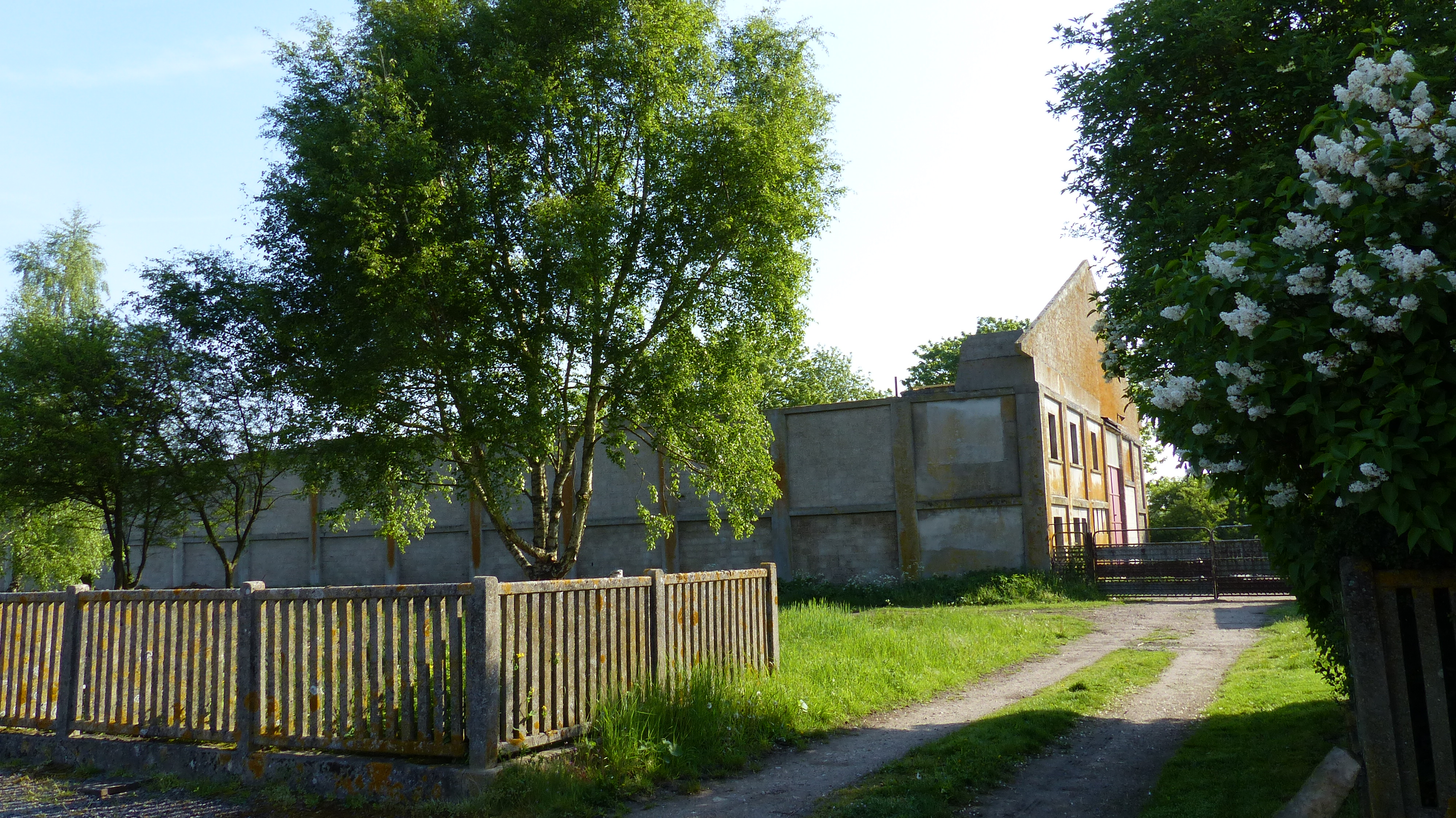
L'ancien silo à engrais de Crèvecœur sera le dépôt du MTVS.
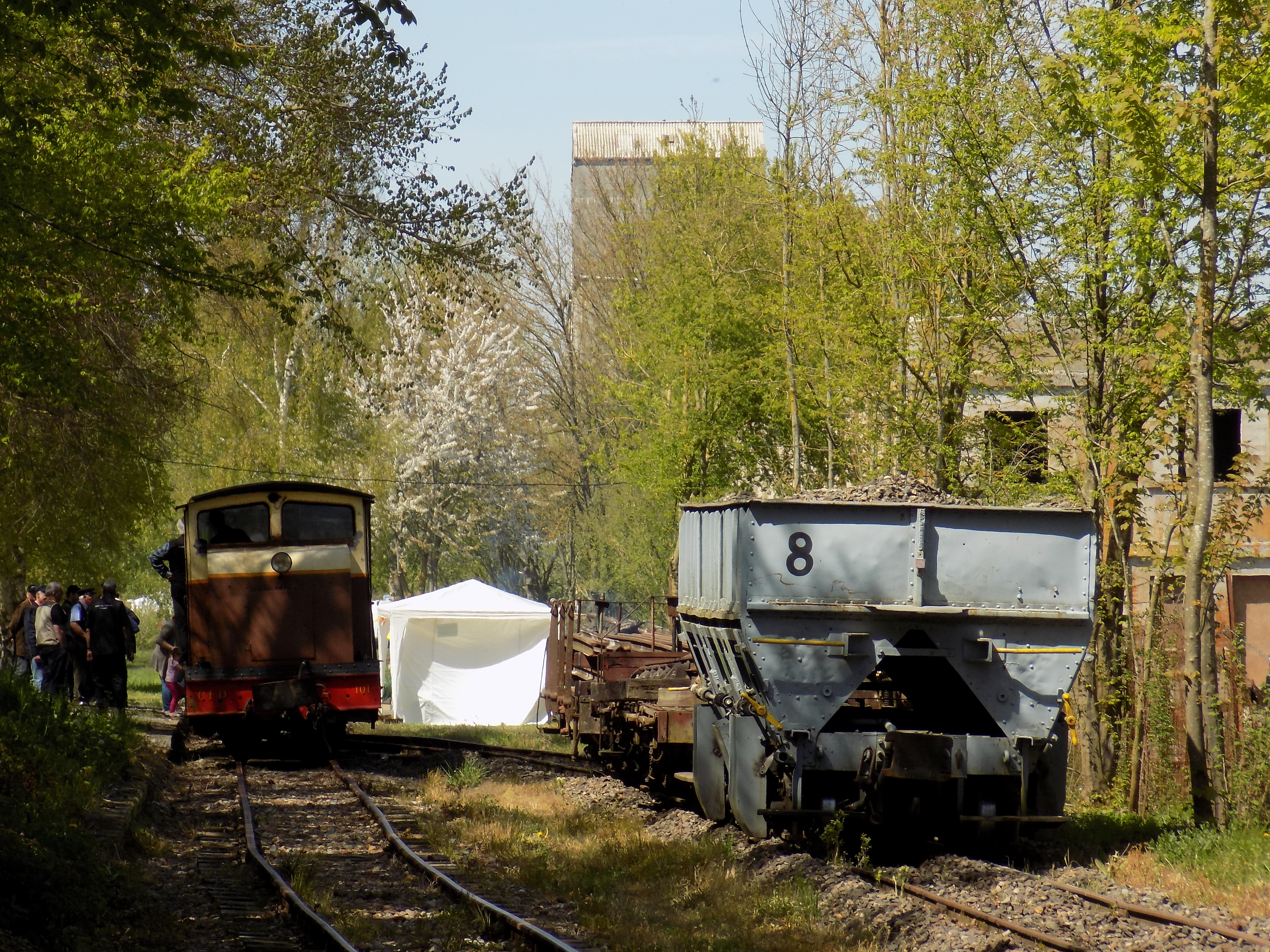
Le Locotracteur CFD Le Corse et la trémie SGVA, lors d'une circulation spéciale.
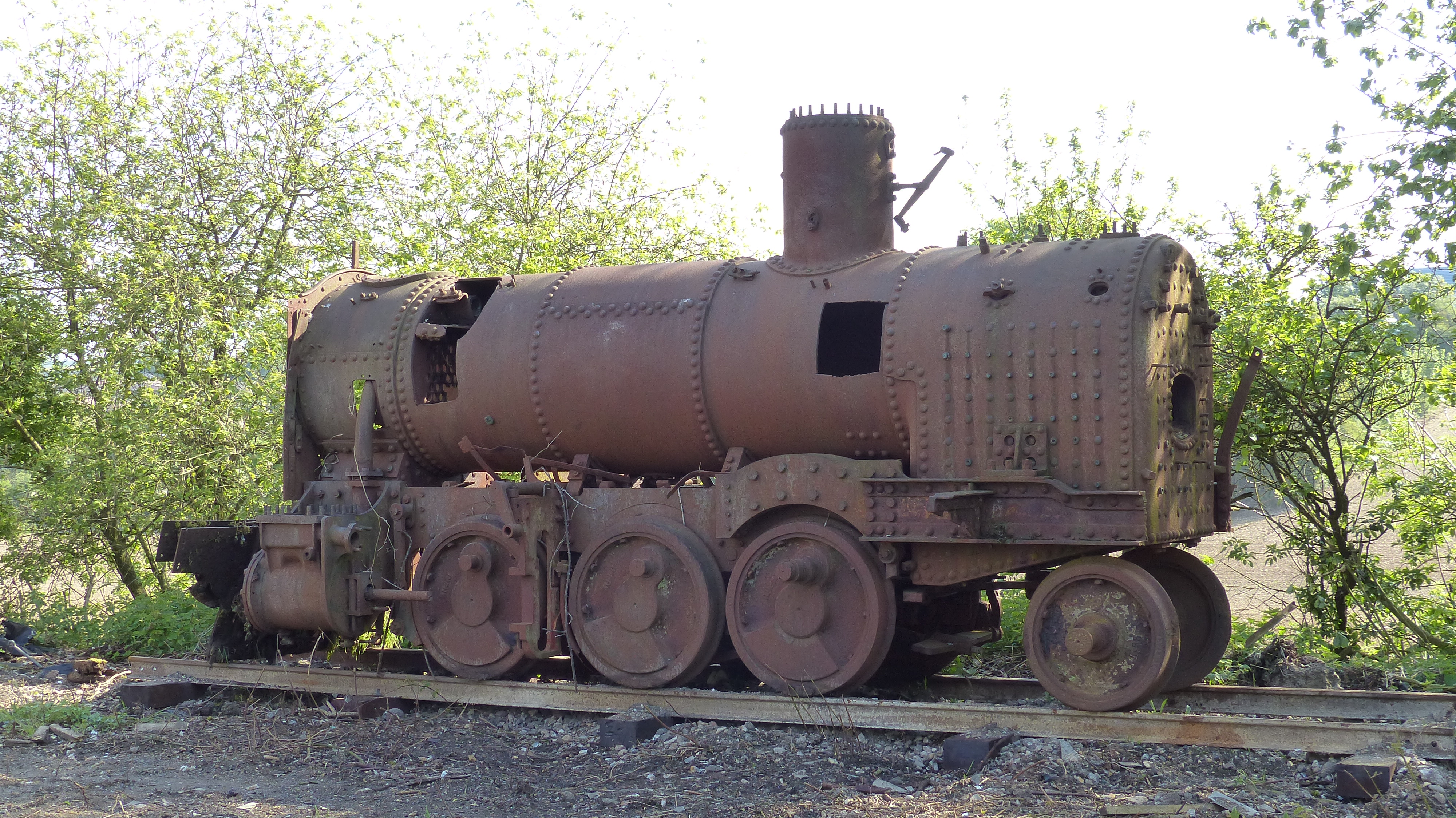
Vestiges d'une 031T construite par Schneider en 1898, la première pièce de la collection du MTVS transférée à Crèvecœur en avril 2014.
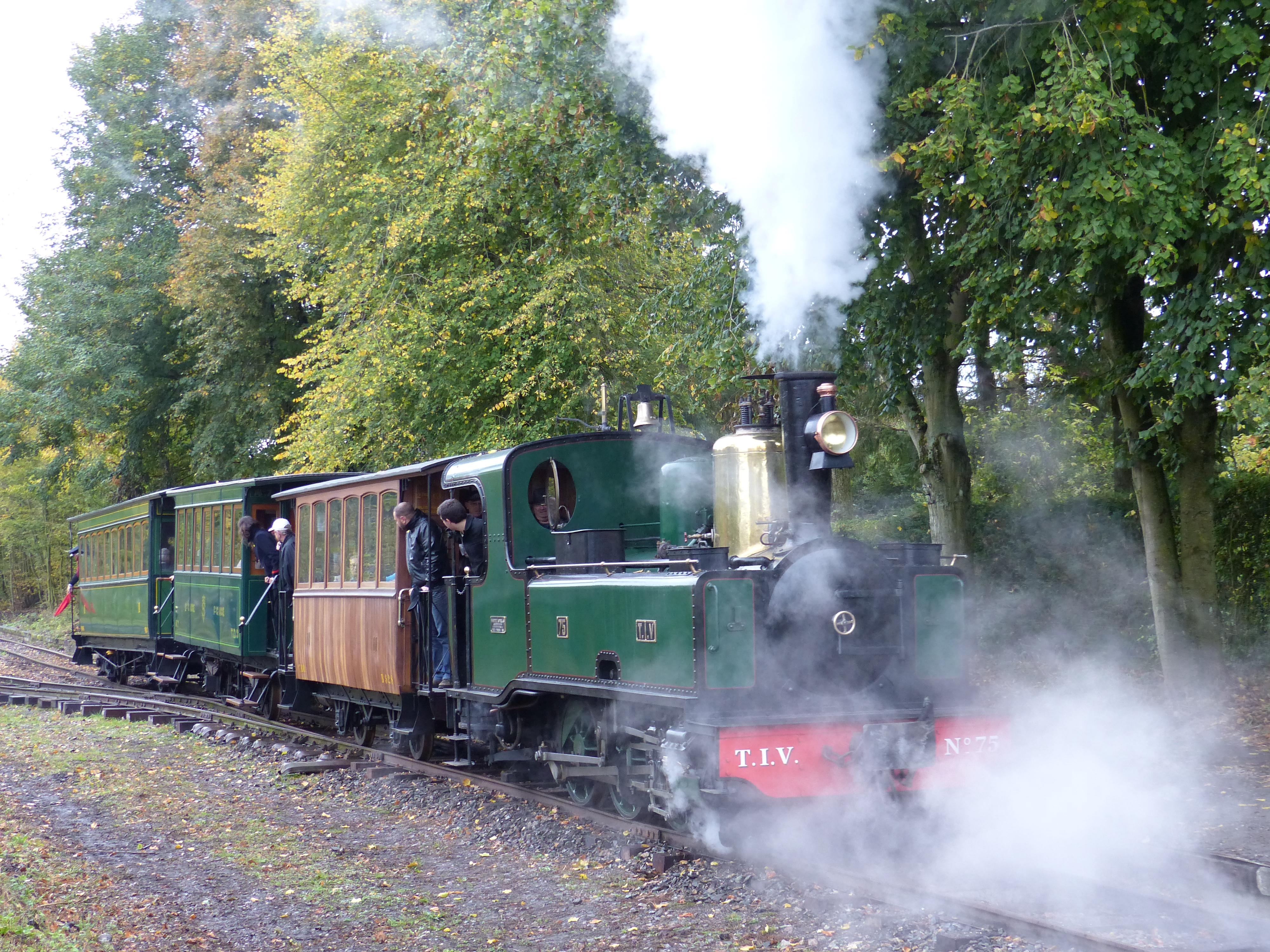
Rame historique du MVTS à Crèvecœur-le-Grand, le 17 octobre 2015.
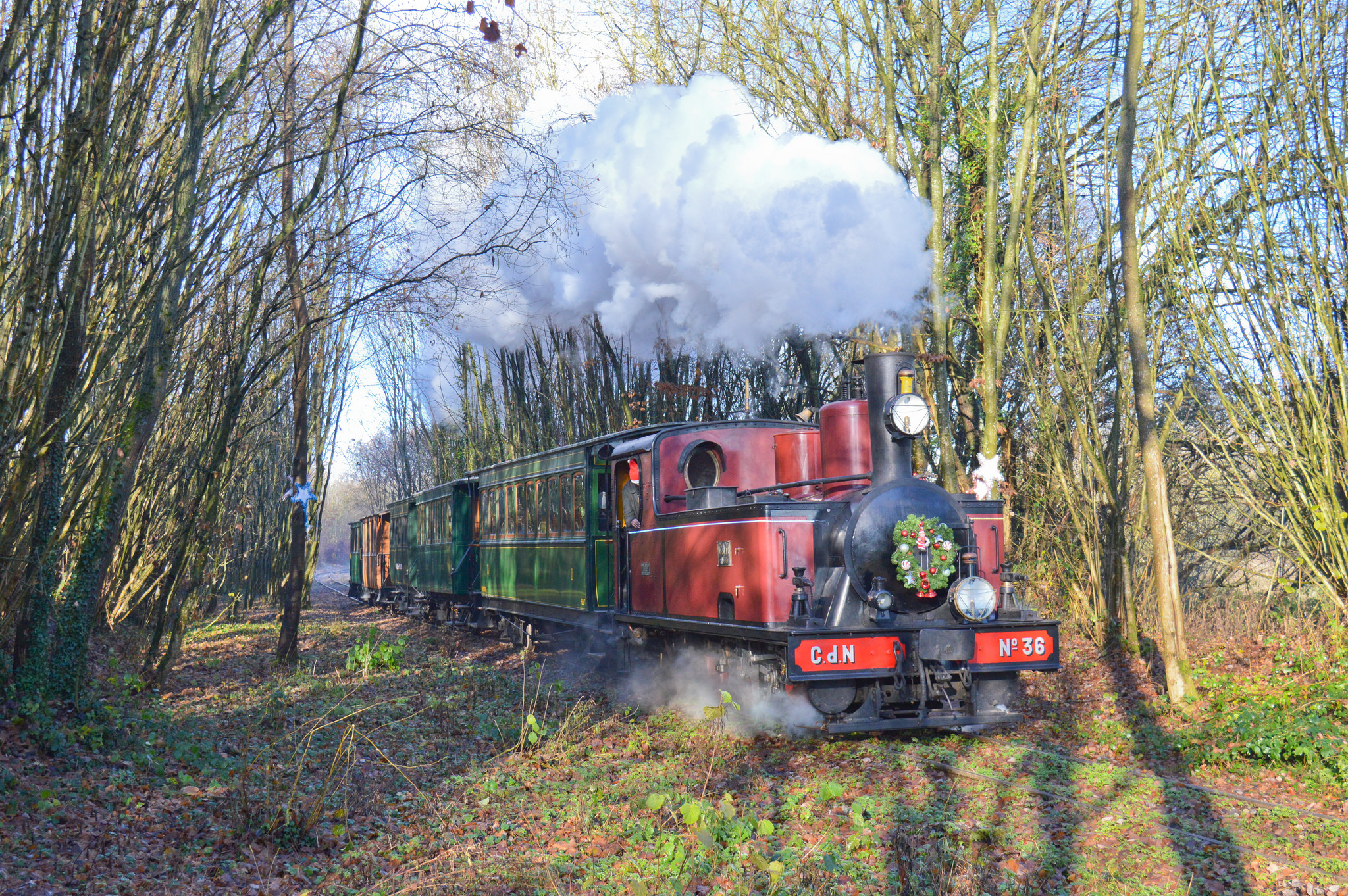
Lulu assurant le train du Père Noël en décembre 2017.
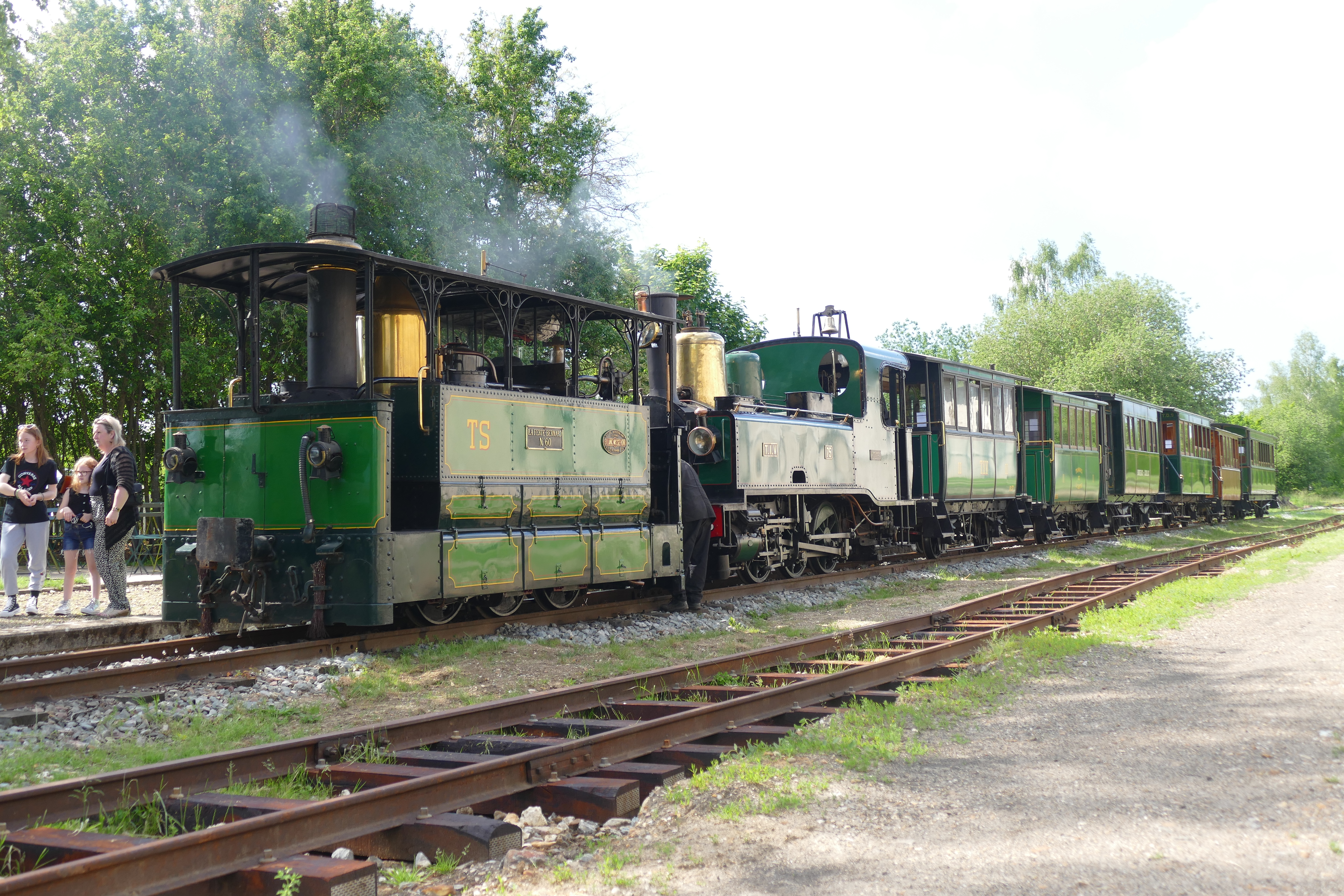
Double traction entre la locomotive Sarthe n°60 et la TIV  n°75 le 6 juin 2021.